# Об'єднання Німеччини
48°48′13″ пн. ш. 2°07′13″ сх. д. / 48.803580555556° пн. ш. 2.1203333333333° сх. д.

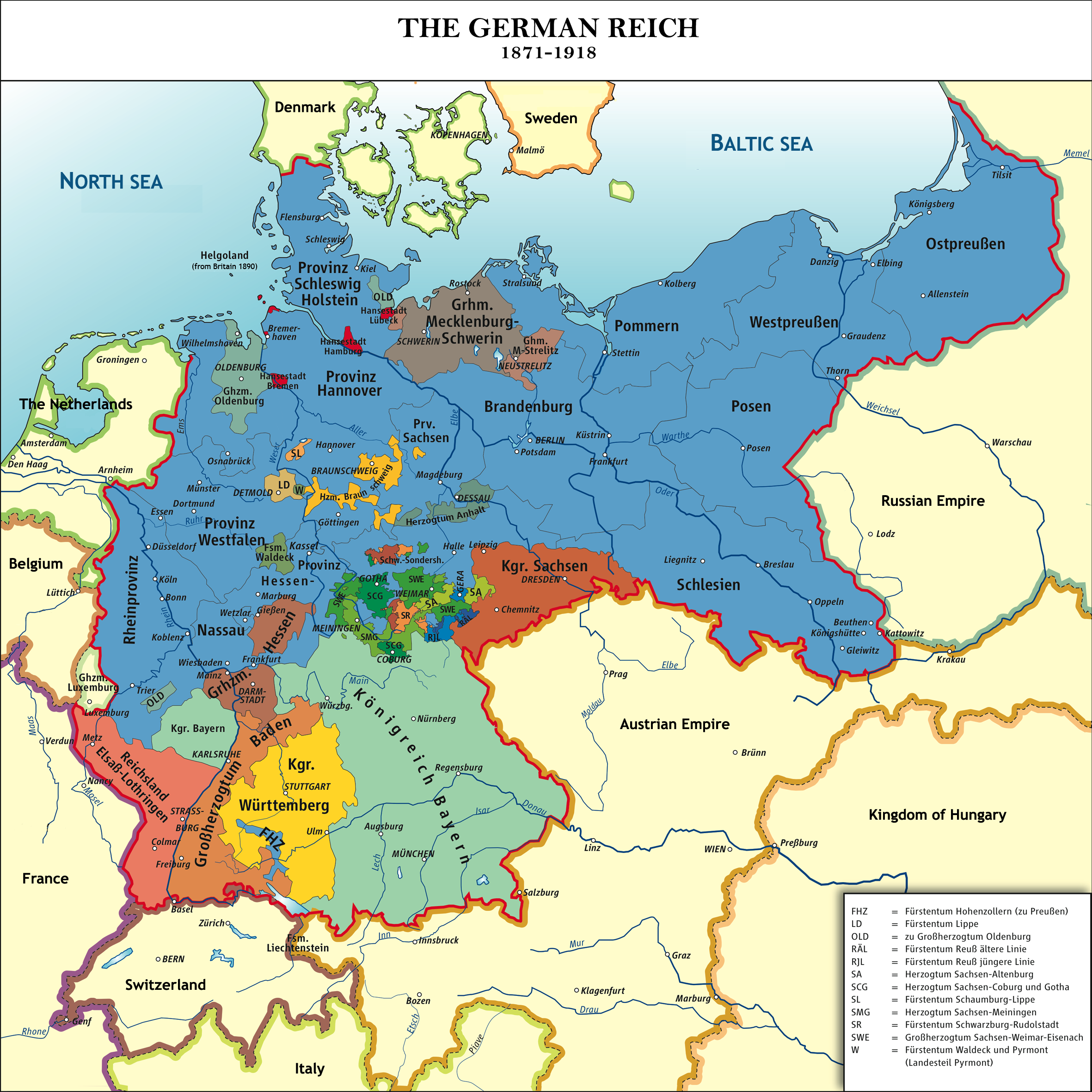
Німецька імперія, 1871—1918 рр. Відкинувши німецькомовні регіони Австро-Угорщини, являла собою розв'язок німецького питання в малонімецькому сенсі.

Формальне об'єднання Німеччини в політично та адміністративно єдину національну державу офіційно відбулося 18 січня 1871 р. в Дзеркальній залі Версальського палацу у Франції. Князі німецьких держав зібралися, аби проголосити Вільгельма Прусського імператором Німецької імперії після капітуляції Франції у франко-пруській війні. Неофіційно, перехід більшості німецькомовних народів до федеративної держави тривав протягом майже століття. Об'єднання виявило низку разючих релігійних, мовних, соціальних та культурних відмінностей серед жителів нової нації, тому акт 1871 р. можна уявити як лише один епізод в послідовності більшого процесу об'єднання.
Священна Римська імперія, що включала понад 300 незалежних держав, була фактично розпущена, коли імператор Франц II зрікся престолу (6 серпня 1806 р.) під час війни Третьої коаліції. Незважаючи на правовий, адміністративний та політичний безлад, спричинений розпадом імперії, народи німецькомовних держав старої імперії мали спільні мовні, культурні та правові традиції, посилені завдяки досвіду Французької революції і наполеонівських війн. Європейський лібералізм пропонував інтелектуальну основу для об'єднання, кинувши виклик династичним і абсолютистським моделям соціальної та політичної організації, його німецький прояв підкреслив важливість спільних традицій, освіти та мовної єдності народів у географічному регіоні. З економічної точки зору створення митного союзу (нім. Zollverein) 1818 року і його подальше розширення для включення інших держав Німецького союзу послабило конкуренцію між та всередині країн союзу. Нові види транспорту сприяли діловим і туристичним поїздкам, створюючи нові зв'язки, а іноді і конфлікти серед німецькомовних мешканців Центральної Європи.
Модель дипломатичних сфер впливу, встановлених на Віденському конгресі в 1814—1815 рр. після наполеонівських воєн закріпила домінування Австрії в Центральній Європі. Однак, учасники переговорів у Відні не врахували зміцнення Пруссії і не передбачили змагання Пруссії проти Австрії за лідерство серед німецьких держав. Цей німецький дуалізм запропонував два розв'язки завдання об'єднання: малонімецький (Німеччина без Австрії) та великонімецький (Німеччина та Австрія разом).
Історики не дійшли спільної думки щодо того, чи мав Отто фон Бісмарк генеральний план розширення Північнонімецького союзу 1866 року для приєднання досі незалежних німецьких держав в єдине ціле, або ж він просто прагнув розширити владу Прусського королівства. Вони дійшли висновку, що інші чинники, на додаток до впливу «реальної політики» Бісмарка примусили низку ранніх держав змінити політичні, економічні, військові та дипломатичні відносини в XIX столітті. Реакція на данський і французький націоналізми створила умови для прояву німецької єдності. Військові успіхи, особливо Пруссії, в трьох регіональних війнах породили ентузіазм і гордість, якою могли скористатись політики для об'єднання. Цей досвід нагадував пам'ять про взаємне досягнення в наполеонівських війнах, особливо Визвольної війни 1813—1814 рр. Поява Німеччини без Австрії, політичне та адміністративне об'єднання в 1871 році принаймні тимчасово розв'язало проблему дуалізму.

## Німецькомовна Центральна Європа на початку XIX століття

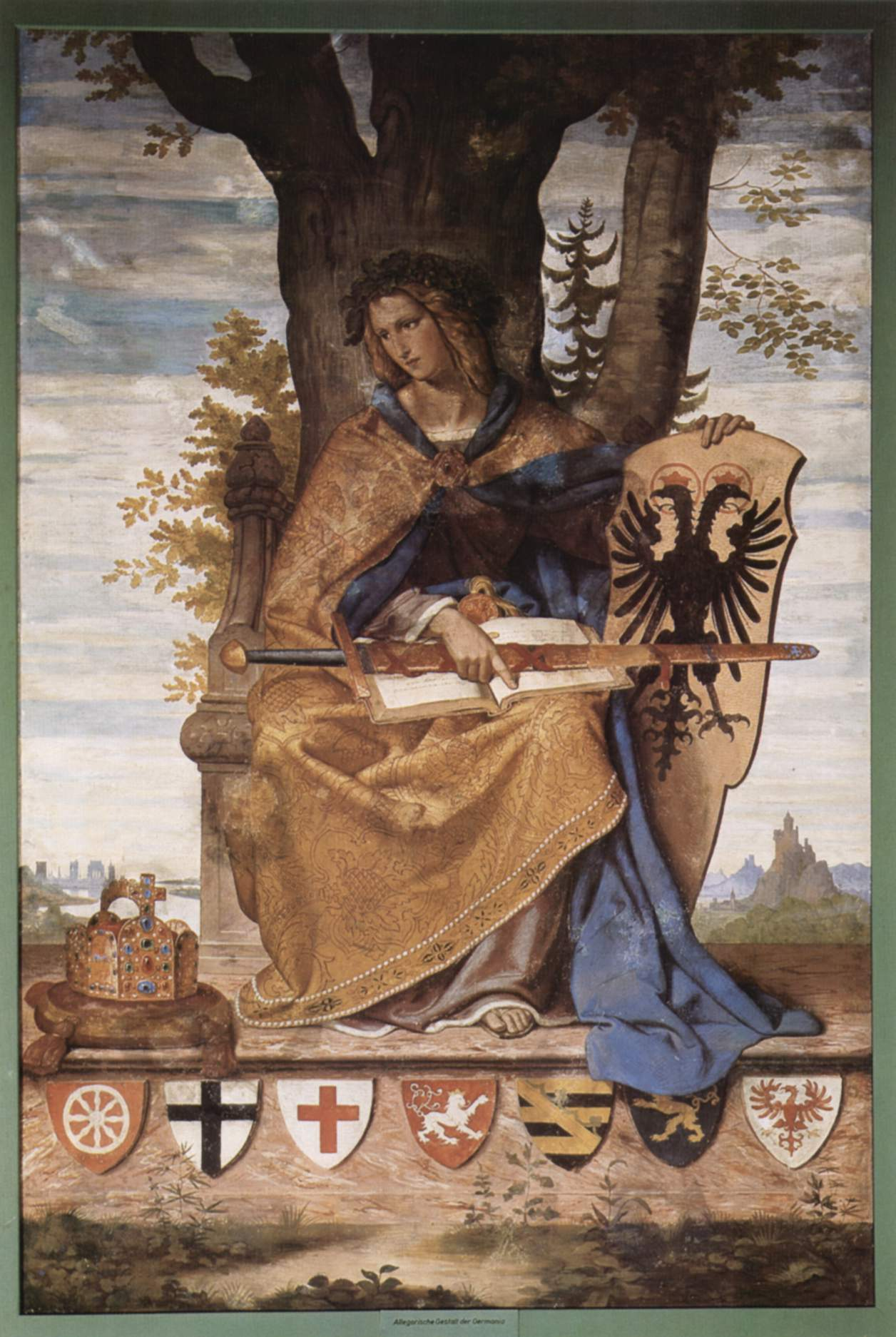
Германія, уособлення німецької нації, з'являється в повітрі (фреска, Філіп Вайт, 1834—1836 рр.) Вона тримає щит з гербом Німецького союзу (див. збільшене зображення нижче) і стоїть на щитах, що тримають семеро традиційних виборців Священної Римської імперії.

Герб Німецького союзу.

До 1806 р. існувало понад 300 політичних утворень з німецькомовним населенням в Центральній Європі, більшість з них були частиною Священної Римської імперії або великими спадковими володіннями Габсбургів. Вони різнились в розмірах від невеликих земель князівської гілки родини Гогенлое до значних, чітко визначених територій як Баварське королівство та Пруссія. Вони мали різний устрій: серед них були вільні імперські міста різних розмірів, як потужний Аугсбург та невеличкий Вейль-дер-Штадт; церковні землі, також різних розмірів і впливу, багаті абатства Рейхенау і потужне архієпископство Кельнське; і династичних князівств, як Вюртемберг.
Ці землі (або частини з них, як володіння Габсбургів і Гогенцоллернів, а також територій за межами імперії) становили території Священної Римської імперії, в складі якої інколи перебувало понад 1000 держав. З XV століття, за небагатьма винятками, курфюрсти імперії обирали імператорами Священної Римської імперії голів династії Габсбургів. Серед німецькомовних держав Священної Римської імперії, адміністративні і правові механізми, передбачали механізми для розв'язання суперечок між селянами і поміщиками, між країнами і всередині окремих країн. Завдяки організації імперських округів (нім. Reichskreise), групи держав консолідували ресурсів та підтримували регіональний та організаційний розвиток, в тому числі економічне та оборонне співробітництво.
Війна другої коаліції 1799—1802 рр. призвела до поразки імперських і союзних військ Наполеона I Бонапарта; Люневільський (1801 р.) та Ам'єнський (1802 р.) мирні договори і медіатизація 1803 р. передані більшу частину Священної Римської імперії династичним державам; секуляризовані церковні території, і більшість з імперських міст зникли з політичної карти, а їхнє населення мусило стати лояльним до нових князів та королів. Ця передача збільшила території Вюртемберзького королівства і Баденського герцогства. 1806 року, після успішного вторгнення в Пруссію та поразки Пруссії і Росії в спільних битвах під Єною та Ауерштедтом, Наполеон продиктував умови Пресбурзької мирної угоди, якою імператор розпустив Священну Римську імперію.

### Піднесення німецького націоналізму в часи Наполеона
В часи гегемонії Французької імперії (1804—1814 рр.) популярний німецький націоналізм переживав піднесення в реорганізованих німецьких державах. Частково через спільний досвід (хоча і під пануванням Франції) з'явились аргументи на користь визнання «Німеччини» як єдиної держави. Для німецького філософа Йоганна Готліба Фіхте:
|  | По-перше, справжніми, дійсно природними кордонами держав що не викликають сумніву є внутрішні кордони. Ті, хто спілкується єдиною мовою пов'язані між собою безліччю невидимих ниток самою природою, задовго до будь-якого людського мистецтва; вони розуміють один одного і здатні досягати ще яснішого взаєморозуміння, вони мають бути разом і за своєю природою є одне неподільне ціле. |

Спільна мова, можливо, і розглядалась як основа нації, але, як відзначили німецькі історики XIX століття, знадобилось щось більше за спільну мову для об'єднання декількох сотень політичних утворень. Досвід німецькомовної Центральної Європи в роки французької гегемонії сприяв появі почуття спільної справи вивільнення від французьких загарбників та відновлення влади у власних землях. Гострота кампанії Наполеона в Польщі (1806—1807 рр.), на Піренейському півострові, Західній Німеччині та катастрофічне вторгнення в Росію в 1812 році розчарувало багатьох німців, як селян, так і князів. Континентальна блокада Наполеона майже зруйнувала економіки центральної Європи. У вторгненні до Росії брало участь майже 125 тисячі військових з німецьких земель, і зазнані втрати спонукали багатьох німців різного соціального походження до боротьби за центральну Європу, вільну від Наполеона. Створення бойових загонів, таких як Добровольчий корпус Лютцова, стало прикладом цієї тенденції.

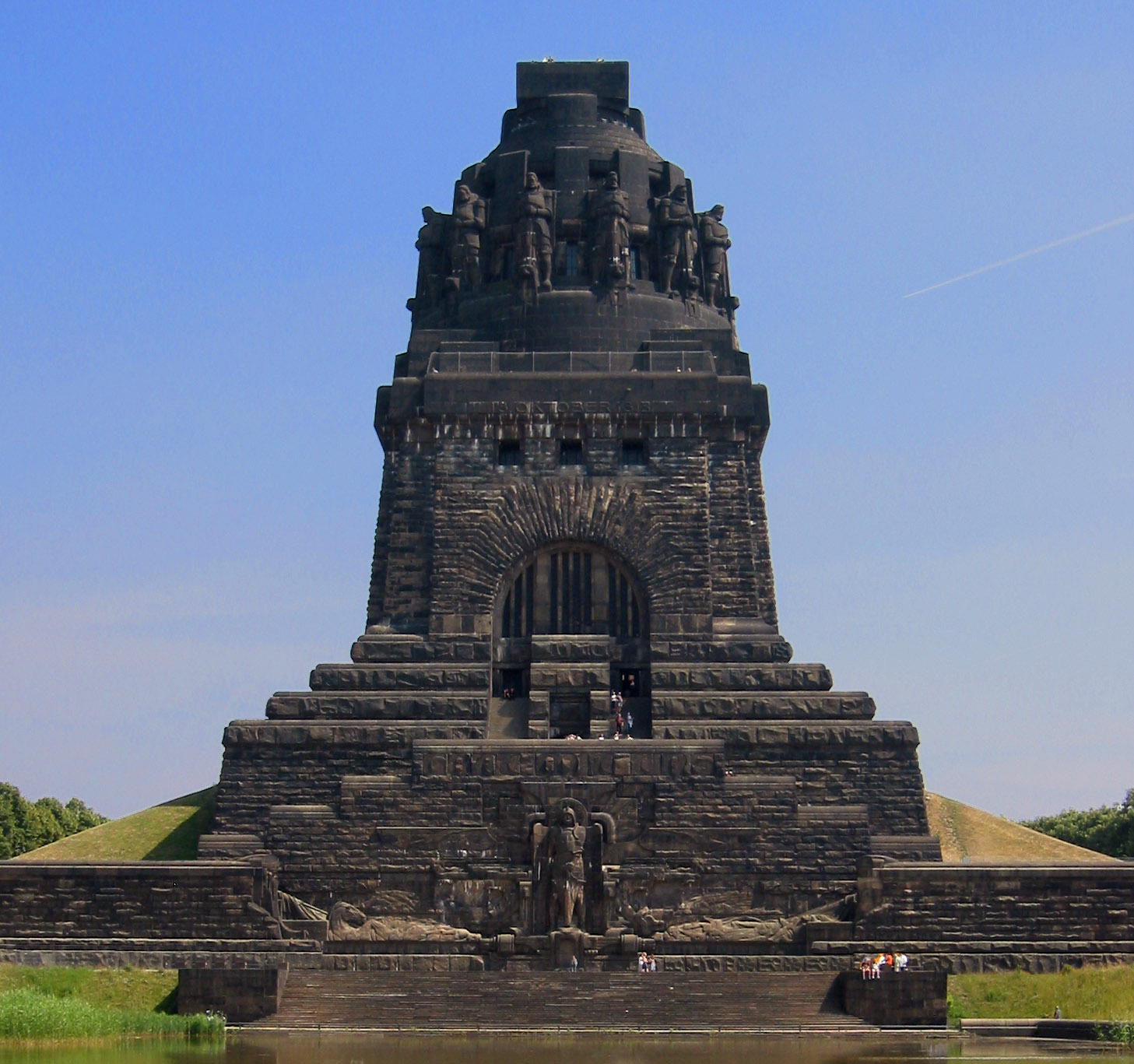
Пам'ятник Битві народів, зведений до століття битви в 1913 році, відзначає зусилля німецького народу в перемозі над Наполеоном.

Фіаско в Росії послабило контроль Франції над німецькими князями. 1813 року Наполеон розгорнув кампанію в німецьких державах, аби повернути їх до французької орбіти; наступні Визвольні війни завершилися великою битвою під Лейпцигом, також відомою як Битва народів. В жовтні 1813 року понад 500 тисяч осіб протягом трьох днів беруть участь в запеклих боях, що робить її найбільшою європейською наземною битвою XIX століття. Співпраця призвела до рішучої перемоги коаліції Австрії, Росії, Пруссії, Швеції та Саксонії, і це поклало кінець французькій владі на схід від Рейну. Успіх надихнув коаліційні сили переслідувати Наполеона через Рейн, його армія і його уряд розпались, а Наполеон був ув'язнений на Ельбі. Під час короткого правління Наполеона, відомого як 100 днів 1815 року, сили Сьомої коаліції, в тому числі англійською армією під командуванням герцога Веллінгтона і прусською армією під командуванням Гебхарда фон Блюхера, здобули перемогу в битві при Ватерлоо (18 червня 1815 р.). Важлива роль, яку відіграли війська Блюхера, особливо після відступу з поля в Ліньї напередодні, допомогла переломити хід боротьби проти французів. Прусська кіннота переслідувала розбитих французів ввечері 18 червня, закріпивши перемогу союзників. З точки зору німців, дії військ Блюхера при Ватерлоо, а також спільні зусилля в Лейпцигу, стали об'єктом гордості та ентузіазму. Таке трактування стало ключовою складовою Борусського міфу, створеного згодом про-прусськи налаштованими істориками XIX століття.

### Зміни в центральній Європі і посилення німецького дуалізму

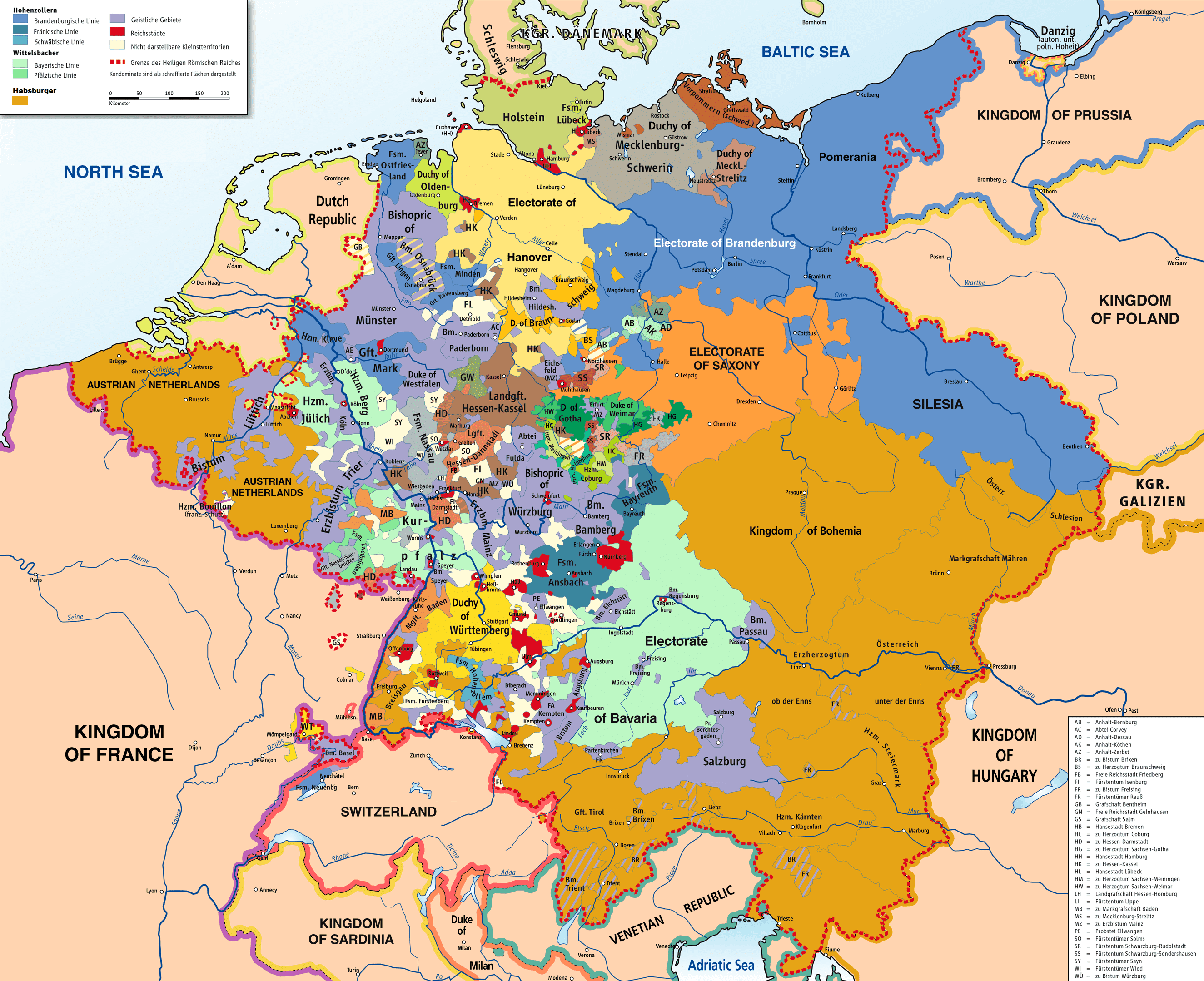
Карта Священної Римської імперії в 1789 році. На карті переважають Габсбурзька монархія (коричневий) і Пруссія (синій колір), також помітна велика кількість дрібних держав (багато з них не показані через масштаб).

Після поразки Наполеона, на Віденському конгресі була створена нова європейська політико-дипломатична система, заснована на балансі сил. Ця система перетворила Європу на низку сфер впливу, які в деяких випадках придушували прагнення певних національностей, зокрема німців та італійців. Взагалі кажучи, велика Пруссія разом з 38 іншими державами, консолідованими з медіатованих 1803 р. територій, були об'єднані під сферою впливу Австрійської імперії. Конгрес створив слабкий Німецький союз (1815—1866 рр.) на чолі з Австрією, з «федеральним парламентом» (так званий Бундестаг або нім. Bundesversammlung), який проводив засідання у Франкфурті-на-Майні. На знак визнання традиційно імперського статусу династії Габсбургів імператор Австрії отримав титул президента цього парламенту. Однак підлаштування під систему домінування Австрії не враховувало появу Пруссії в імперській політиці. Відтоді, як курфюрст Бранденбургу проголосив себе королем Пруссії на початку століття, територія королівства неухильно зростала внаслідок воєн та успадкування. Консолідація сил Пруссії стала особливо явною у війні за австрійську спадщину та Семирічній війні Фрідріха Великого. Коли Марія Терезія та Йосип спробували відновити гегемонію Габсбургів у Священній Римській імперії, Фредерік відповів створенням союзу князів (нім. Fürstenbund) в 1785 році. Австро-прусський дуалізм міцно вкоренився в стару імперську політику. Боротьба за збереження балансу сил призвела, зокрема, до війни за баварську спадщину та «картопляну війну» серед простого народу. Навіть після розпаду Священної Римської імперії це змагання вплинуло на ріст і розвиток націоналістичних рухів XIX століття.

### Проблеми реорганізації
Незважаючи на склад бундестагу (зборів чи парламенту), його не можна розглядати як всенародно обрану групу представників. Багато держав не мали конституції, а ті, що мали, наприклад, Велике герцогство Баденське, надавали право голосу на основі жорстких вимог до наявності майна, що фактично обмежило кількість виборців до невеликої частини чоловічого населення. Крім того, це непрактичне рішення не враховувало новий статус Пруссії. Хоча прусська армія і зазнала великої поразки 1806 року в битві під Єною та Ауерштедтом, вона ефективно виступила в битві під Ватерлоо. Тому прусські лідери розраховували на помітну роль в політиці Німеччини.

Межі Німецького союзу. Пруссія позначена синім, Австрія — жовтим, решта — сірим.

Хвиля німецького націоналізму, посилена досвідом перебування німців під наполеонівським правлінням, об'єднавшись спочатку з лібералізмом, змінила політичні, соціальні та культурні відносини в німецьких державах. В цьому контексті можна виявити його корені в досвіді перебування німців під правлінням Наполеона. Студентські Бурши (нім. Burschenschaft) та популярні демонстрації, як у Вартбурзі в жовтні 1817 р., сприяли посиленню почуття єдності серед німецькомовних мешканців центральної Європи. Крім того, приховані, а інколи і явні обіцянки, дані під час Визвольної війни, породили очікування народного суверенітету та широкої участі в політичному процесі, обіцянки, які значною мірою залишились невиконаними після досягнення миру. Агітація студентських організацій призвела до того, що такі консервативні лідери як Клеменс Венцель, князь фон Меттерніх, стали побоюватись зміцнення національної самосвідомості; через вбивство німецького драматурга Августа фон Коцебу в березні 1819 р. студентом-радикалом, прибічником національної єдності, були ухвалені Карлсбадські декрети 20 вересня 1819 р., які придушували інтелектуальне лідерство націоналістичного руху. Меттерніх скористався обуренням консерваторів через вбивство, аби консолідувати законодавство, яке б ще більше обмежило пресу та стримало зростання ліберальних і націоналістичних рухів. Внаслідок цього ці декрети загнали Буршів в підпілля, обмежили друк націоналістичних матеріалів, посилили цензуру преси та приватного листування й обмежили академічні дискусії, заборонивши університетським професорам заохочувати націоналістичні дебати. Декрети стали предметом брошури Йоганна Йозефа фон Герреса Teutschland [застаріла: Deutschland] und die Revolution (Німеччина та Революція) (1820 р.), в якій автор дійшов висновку, що і неможливо, і небажано придушувати вільне висловлення громадської думки реакційними засобами.

## Економічна співпраця: Митний союз
Митний союз (нім. Zollverein) став ще однією установою, яка відіграла ключову роль в об'єднанні німецьких держав. Задуманий міністром фінансів Пруссії Хансом фон Бюловом 1818 р. як прусський митний союз, він об'єднав землі Пруссії та Гогенцоллернів. Протягом наступних тридцяти років до союзу приєднались інші німецькі держави. Митний союз допоміг послабити протекціоністські бар'єри між німецькими державами, покращив і здешевив перевезення сировини та готових товарів. Це було особливо важливо для зростальних промислових центрів, більшість з яких перебували в області Рейну та долинах річок Саар і Рур.

### Шляхи та залізниця

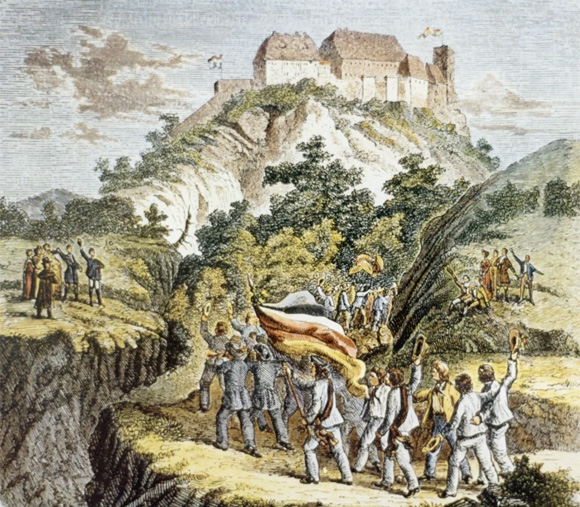
В жовтні 1817 року, близько 500 студентів зібрались в замку Вартбург, де Мартін Лютер знайшов притулок понад три століття раніше, аби виступити з демонстраціями на користь національного об'єднання. Вартбург був обраний через символічне значення для німецького національного характеру. Сучасна кольорова гравюра на дереві.

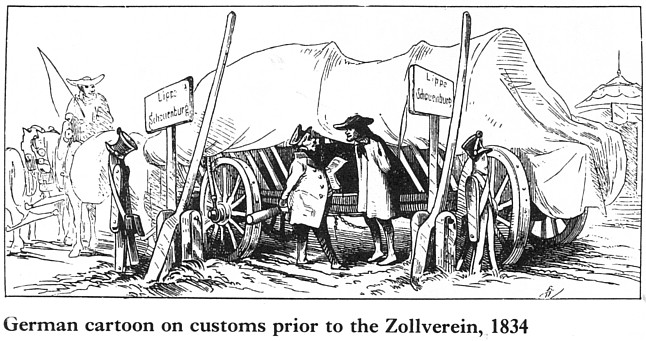
Сатирична карикатура про поширення митних бар'єрів в багатьох німецьких державах, близько 1834 р. Деякі держави були настільки малими, що перевізникам доводилось завантажувати та розвантажувати вантаж двічі та тричі на день.

На початку XIX століття стан німецьких шляхів погіршився до страхітливого. Як іноземні, так і місцеві мандрівники гірко скаржились на стан військових доріг (нім. Heerstraßen), які раніше підтримувались для зручності переміщення військ. Коли німецькі держави позбавилися статусу військового перехрестя, стан доріг все-таки поліпшився; протяжність доріг з твердим покриттям в Пруссії збільшилась з 3800 км в 1816 році до 16 600 км в 1852 році, чому частково посприяло винайдення щебеню. В 1835 році Генріх фон Гагерн писав, що дороги, це «вени і артерії політичного організму …» та передбачив, що вони сприятимуть свободі, незалежності і процвітанню. Коли люди стали подорожувати, вони вступали в контакт з іншими людьми, в поїздах, в готелях, в ресторанах, а дехто і на фешенебельних курортах, таких як курорт в Баден-Бадені. Водний транспорт також покращився. Блокади на Рейні були зняті за наказами Наполеона, до 1820 року парові двигуни позбавили річкові човни громіздкої системи людей і тварин, що тягнули їх вгору проти течії. Вже в 1846 р. 180 пароплавів курсували німецькими річками і Боденським озером, мережа каналів простягалась від Дунаю, Везера і Ельби.
Якими важливими не були б ці поліпшення, їх неможливо порівняти з ефектом залізниці. Німецький економіст Фрідріх Ліст назвав залізниці і митний союз «сіамськими близнюками», підкресливши важливість їхньої взаємної залежності. Він був не один: поет Август Генріх Гофман фон Фаллерслебен написав вірш, в якому звеличував досягнення митного союзу, перелічивши на початку товари, які внесли в німецьку єдність більший вклад, аніж політика чи дипломатія. Історики Другого рейху згодом назвали залізниці першим показником єдиної держави; патріотичний романіст Вільгельм Раабе писав: «Німецька імперія була створена першою залізницею …» Не всі вітали залізного монстра з ентузіазмом. Прусський король Фрідріх Вільгельм III не бачив жодних переваг у подорожі з Берліна в Потсдам на декілька годин швидше, а Меттерніх взагалі відмовився від подорожі залізницею. Інші переймались питанням, чи є залізниця «злом», що псує краєвид: вірш 1838 р. Ніколауса Ленау An den Frühling (до весни) оплакував знищений залізницею стародавній спокій німецького лісу.
Баварська залізниця Людвіга, перша гілка парової залізниці в німецьких державах, сполучила Нюрнберг і Фюрт в 1835 році, була 6 км завдовжки, хоча і працювала тільки в денний час, але виявилась прибутковою і популярною. Протягом трьох років було прокладено 141 км шляхів, до 1840 р. — 462 км, а до 1860 р. — вже 11157 км. Не маючи географічного центру (наприклад, столиця держави), залізниця утворювала мережу, що пов'язувала міста та ринки в регіонах, регіони в більші регіони тощо. З розширенням залізничної мережі вона ставала доступнішою для перевезення вантажів: 1840 року тариф був 18 пфенігів за тонну за кілометр, а в 1870 році — лише п'ять. Ефект від залізниці не забарився. Наприклад, можна було перевозити сировину долиною Руру без перевантаження. Залізничне сполучення заохочувало економічну активність та сприяло торгівлі. У 1850 році внутрішній водний транспорт перевозив втричі більше вантажів, ніж залізниця, але до 1870 року ситуація змінилась на протилежну, і залізниця стала перевозити вчетверо більше вантажу. Залізниця також змінила вигляд міст, спосіб подорожей для людей, її вплив поширився на весь суспільний лад. Хоча деякі з віддалених провінцій не мали залізничного сполучення до 1890-х років, з середини століття, щонайменше з 1865 року, більшість населення та промислових центрів мали залізничне сполучення.

### Географія, патріотизм і мова
Коли стало легше подорожувати, німці стали бачити єдність в інших чинниках, крім мови. Брати Грімм, які склали великий словник, відомий як Грімм, також склали збірник народних казок та байок, в якому підкреслені паралелі оповідання між різними регіонами. Карл Бедекер написав путівники по різних містах і регіонах центральної Європи, зазначивши місця для ночівлі та місця, варті відвідування, і коротку історію замків, битв, знаменитих будівель і відомих людей. Його посібники також містили відстані, дороги, яких краще уникати, і туристичні стежки, якими варто пройти.
Слова Августа Генріха Гофмана фон Фаллерслебена втілили не тільки мовну, але і географічну єдність німецького народу. В пісні Deutschland, Deutschland über Alles, яку офіційно називають Das Lied der Deutschen, Фаллерслебен закликав суверенів німецьких держав визнати об'єднавчі властивості німецького народу. Ця та інші патріотичні пісні, такі як Die Wacht am Rhein (Варта на Рейні) Макса Шнекенбургера, почали звертати увагу на географічний простір, не обмежуючи «німецькість» спільною мовою. Шнекенбургер написав Варту на Рейні навмисно у відповідь на твердження, що через Рейн проходить «природний» східний кордон Франції. В приспіві Вітчизна наша, Вітчизна наша, відпочинь / Пильнує варта на Рейні, а також в інших патріотичних віршах, як-от: Das Rheinlied Ніколауса Бекера (Пісня Рейну) автори закликали німців захищати землі своєї батьківщини. У 1807 році Олександер фон Гумбольдт стверджував, що місцевість впливає на характер нації, пов'язавши територію з народом. Паралельно з цією ідеєю з'явились рухи за збереження старих фортець та історичних місцевостей, в основному зосереджені в області Рейну, місці багатьох зіткнень з Францією та Іспанією.

## Доберезневий період та лібералізм в XIX столітті
Період поліційної держави в Австрії та Пруссії та щільна цензура, який тривав до революцій 1848 року згодом отримав назву нім. Vormärz (до березня), посилаючись на березень 1848 року. В цей період європейський лібералізм пережив піднесення; до порядку денного були включені економічні, соціальні та політичні питання. Більшість європейських лібералів в доберезневий період, зокрема, шукали єдність на принципах націоналізму, підтримували перехід до капіталізму, прагнули розширення виборчого права для чоловіків. «Радикальність» лібералів залежала від ставлення до широти виборчого права для чоловіків. Чим більше пропонувалось розширити виборче право, тим радикальніше вважалась пропозиція.

### Хамбаський фестиваль: ліберальний націоналізм і консервативна реакція

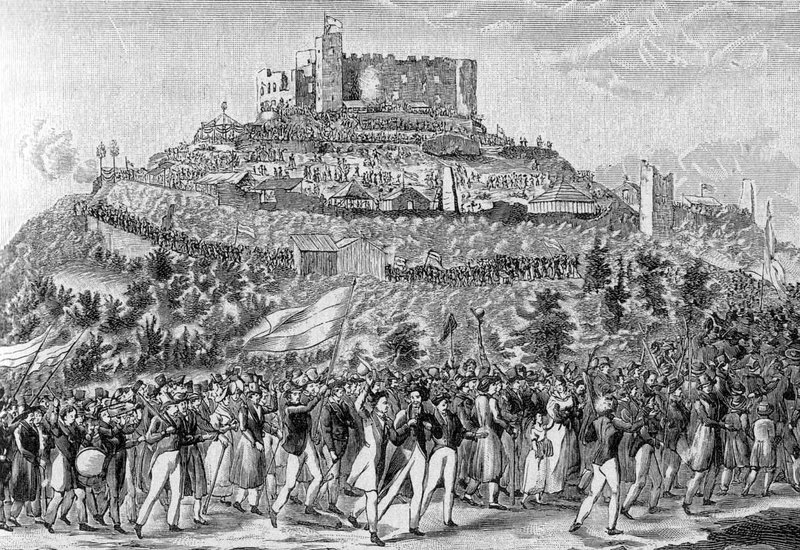
Націоналістично налаштовані учасники маршу крокують до руїн замку Хамбах, 1832 рік. Більшість учасників становили студенти та деякі працівники з дружинами. Вони несли прапор підпільних Бурш, який згодом був взятий за основу прапора сучасної Німеччини.

Незважаючи на рішучість консервативної реакції, ідеї єдності разом з поняттями народного суверенітету в німецькомовних державах. В Хамбаському фестивалі в травні 1832 р. взяло участь понад 30 000 чоловік. Підвищений в статусі до регіонального ярмарку, його учасники проголошували братерство, свободу і національну єдність. Учасники фестивалю зібрались в місті нижче, і рушили до руїн замку Хамбах трохи вище невеликого містечка Гамбах, в Баварії. Несучи прапори, граючи в барабани, та співаючи учасникам знадобилась більша частина ранку до середини дня, аби дістатись замку, де вони слухали виступи націоналістичних ораторів від консервативного до радикального спектра. Вміст промов показав істотну відмінність німецького націоналізму 1830-х років від французького націоналізму Липневої революції: головна увага німецького націоналізму приділялась вихованню народу, коли народ здобуде освіту в необхідному обсязі, вони б досягли б мети. Риторика в Хамбасі підкреслила мирну природу німецького націоналізму. Справа була не в зведенні барикад, «французькому» стилі націоналізму, а створенні емоційних мостів між групами.

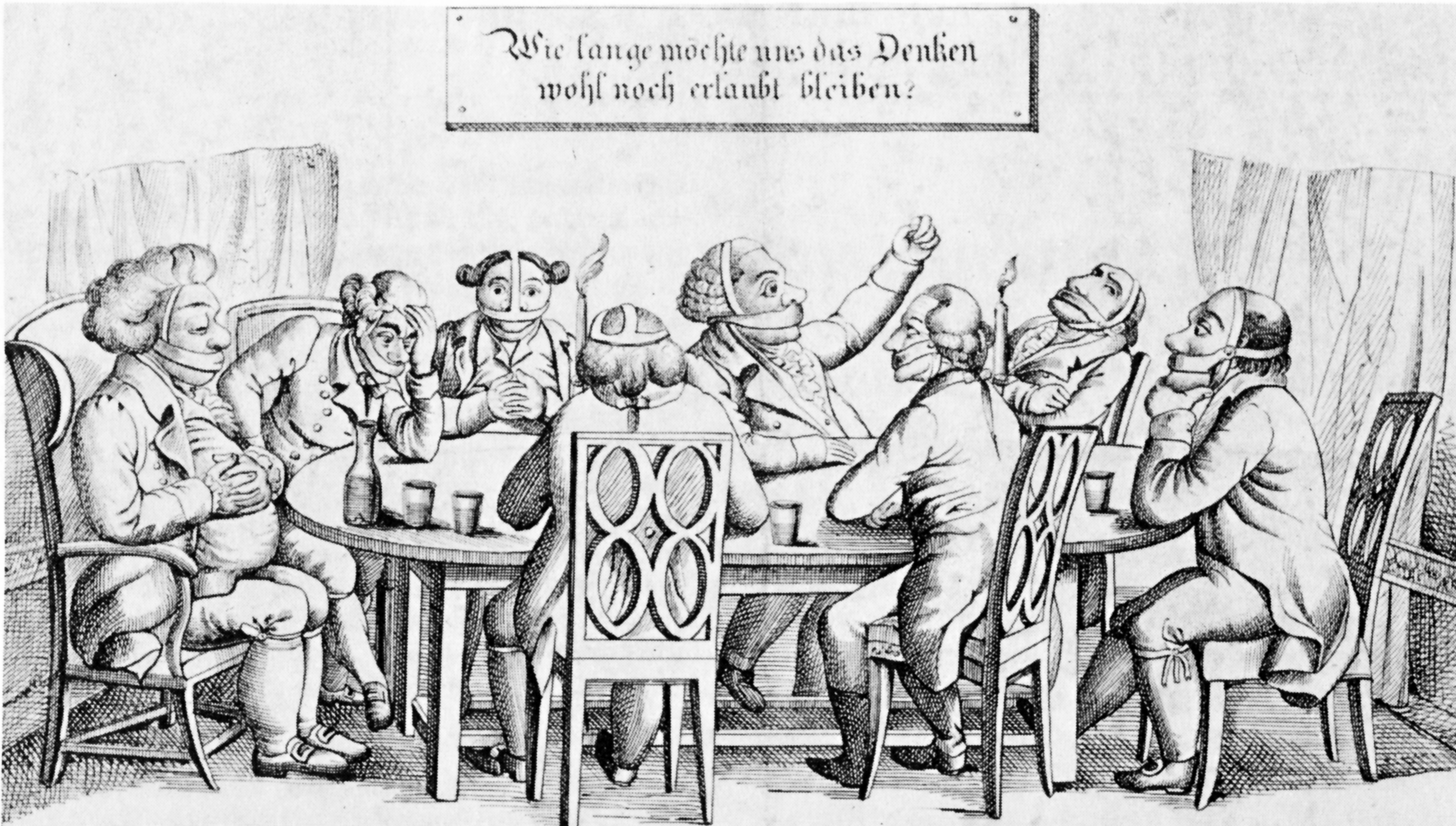
Німецька сатира на Карлсбадські декрети які придушили свободу висловлення поглядів.

Як і 1819 року після вбивства Коцебу, Меттерніх використав популярні демонстрації в Хамбаському замку як підставу для провадження консервативної соціальної політики. «Шість статей» від 28 червня 1832 року підтвердили, в першу чергу, принцип монархічної влади. 5 липня Франкфуртський парламент підтримав додаткові 10 статей, які повторили чинні правила цензури, обмежили політичні організації, та іншу суспільну діяльність. Крім того, держави-члени погодились направити військову допомогу будь-якому уряду у випадку загрози заворушень. Князь Вреде очолив половину баварської армії аби «підпорядкувати» регіон Пфальц. Декілька промовців з Хамбаських демонстрацій були заарештовані та ув'язнені; один з них, Карл Генріх Брюґеман (1810—1887), студент юридичного факультету та представник підпільних Бурш був відправлений до Пруссії, де був спочатку засуджений до смертної кари, але потім помилуваний.

### Лібералізм та відповідь на економічні проблеми
Кілька інших чинників ускладнили поширення націоналізму в німецькомовних країнах. Серед людських чинників були, зокрема, політичне суперництво між членами союзу, особливо між Австрією та Пруссією та соціоекономічне суперництво між торговельними угрупуваннями, землевласниками та аристократами. Серед природних чинників була сильна посуха на початку 1830 р., та в 1840-х роках, продовольча криза в 1840 році. Подальші ускладнення виникли внаслідок змін в індустріалізації та виробництві; в пошуках роботи люди покидали села та малі міста аби працювати в місті протягом тижня, повертаючись на півтора дня у вихідні.
Економічні, соціальні й культурні зсуви в житті звичайних людей, труднощі перехідної економіки, і злидні погодних лих сприяли посиленню проблем в Центральній Європі. Неспроможність більшості урядів впоратись з продовольчою кризою середини 1840-х років спричиненою поширенням фітофторозу та декількох сезонів з несприятливою погодою створили в багатьох враження, що багаті і впливові представники суспільства не мають жодного інтересу до їхніх проблем. Влада була стурбована зростанням політичних та соціальних хвилювань серед робітників та невдоволенням інтелігенції. Здавалось, що жодна цензура, штрафи, ув'язнення та депортація не зможе зупинити критику. Крім того, ставало дедалі ясніше, що і Австрія, і Пруссія прагнуть домінувати в будь-якому спільному союзі, тому вони заважали одна одній в справі об'єднання.

## Перші спроби об'єднання
Важливо відзначити, що і демонстрація у Вартбурзі 1817 року, і Гамбаський фестиваль 1832 року не мали чіткої програми об'єднання. На Гамбаському фестивалі промови багатьох ораторів були сповнені розпачі. Утримані разом лише завдяки ідеї об'єднання, їхні уявлення про те, як її досягнути, не мали конкретних планів, проте спирались на туманні ідеї того, що Народ, отримавши належну освіту, здобуде єдність сам собою. Гучні промови, прапори, піднесені студенти й обіди не перетворились у новий політичний, бюрократичний та адміністративний апарат; не з'явилась і конституція, хоча про неї й багато говорили. 1848 року націоналісти спробували виправити цю проблему.

### Німецькі революції 1848 року та Франкфуртський парламент
Популярні німецькі революції 1848—1849 рр. мали на меті національну єдність та ухвалення єдиної конституції. Революціонери тиснули на уряди, особливо в Рейнській області, щоб скликати парламентську асамблею для написання проєкту конституції. Зрештою, багато лівих революціонерів сподівались, що ця конституція гарантуватиме універсальне виборче право для чоловіків, постійний національний парламент й об'єднану Німеччину, можливо, під головуванням прусського короля, який був найлогічнішим кандидатом: Пруссія була найбільшою державою за розміром та найпотужнішою. Зазвичай, революціонери справа від центру пропонували якось розширити виборче право у своїх державах і, можливо, якусь форму слабкого союзу. Їх тиск призвів до різних виборів, заснованих на різних вимогах до виборців, наприклад, прусська система трьох класів, яка надавала більше представницького впливу багатшим землевласникам.

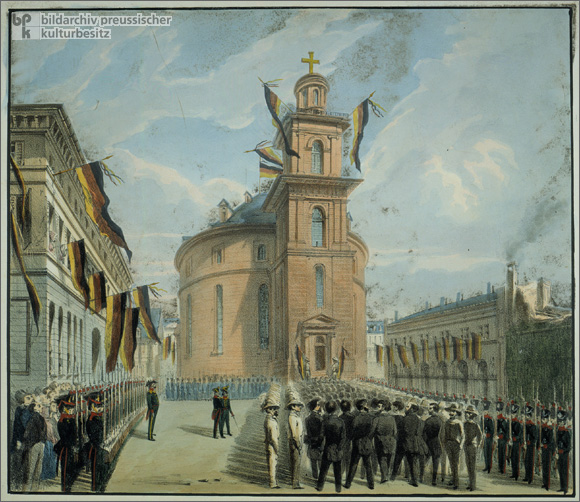
Допарламентські делегати проходять до церкви церкві Святого Павла у Франкфурті, де ними були закладені основи для виборів національного парламенту.

27 березня 1849 року Франкфуртськими національними зборами ухвалено конституцію Паулскірхе (нім. Paulskirchenverfassung), а в квітні 1849 року запропоновано титул кайзера (імператора) прусському королю Фрідріху-Вільгельму IV. Він відмовився через низку причин. Публічно він пояснив, що не міг узяти корону без згоди власне держав, під якими він мав на увазі принців. У приватних розмовах він побоювався протистояння з іншими німецькими князями та військового вторгнення Австрії та Росії; також він мав фундаментальну відразу до ідеї отримання корони з рук народно обраного парламенту: за його словами, він не міг взяти корону з «глини». Незважаючи на вимоги до виборців, які часто були продовженням політичних проблем, які ліберали намагались розв'язати, Франкфуртські національні збори спромоглися написати конституцію та погодитись на «малонімецьке» розв'язання німецького питання. Національні збори у Франкфурті завершились частковою поразкою: хоча лібералам і не вдалось досягти бажаної єдності, їм усе ж таки вдалось опрацювати багато конституційних питань і реформ спільно з німецькими принцами.

### 1848р. і Франкфуртський парламент в ретроспективі

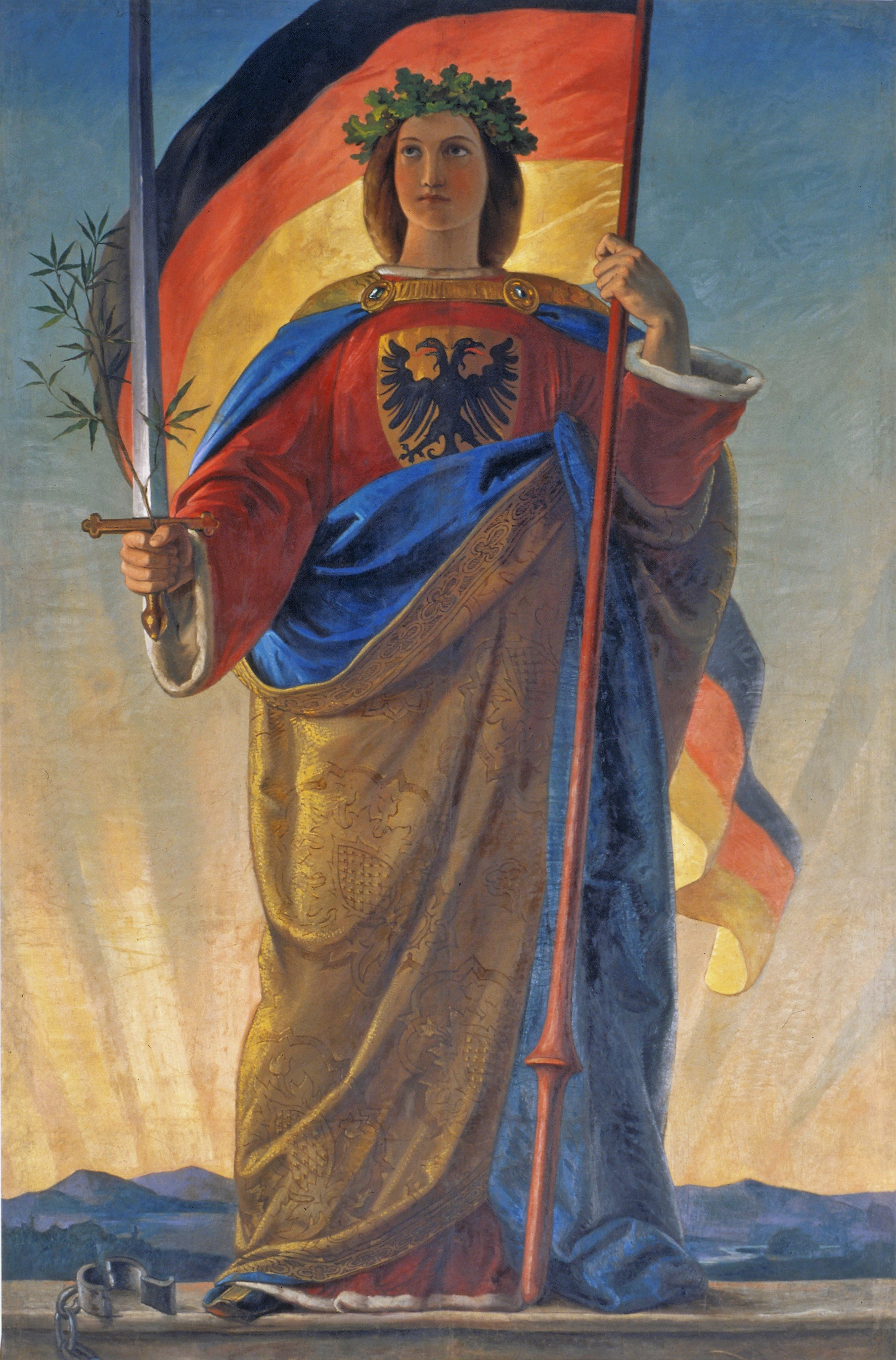
Малюнок Германії, роботи Філіпа Вайта, був створений аби прикрити орга́н в церкві Святого Павла під час засідання Національних зборів, березень 1848—1849 рр. Меч мав символізувати Слово Боже, оновлення людей та їх незламний дух.

Успіхи та невдачі Франкфуртських національних зборів спричинили десятиліття суперечок серед дослідників німецької історії та зробили внесок в історіографічні пояснення німецького націєтворення. Одна школа, що виникла після 1918 року й набрала ваги після Другої світової війни, стверджувала, що так званий провал німецьких лібералів у Франкфуртських національних зборах призвів до компромісу буржуазії з консерваторами, особливо з консервативними прусськими землевласниками (юнкери), а згодом — до так званого нім. Sonderweg (особливий шлях Німеччини) у XX столітті. Провал об'єднання 1848 року, згідно з цим поглядом, призвів до спізнілого формування національної держави 1871 року, що, у свою чергу, затримало розвиток позитивних національних цінностей. Крім того, представники цієї школи стверджують, що «провал» 1848 року підтвердив приховані аристократичні прагнення німецького середнього класу; як наслідок, ця група ніколи не розвивала самосвідому програму модернізації.
Пізніші дослідники виступили проти цієї ідеї, стверджуючи, що Німеччина не мала жодного особливого шляху, подібно до того, як історія інших країн має свої особливості, історіографічна ідея відома як винятковість. Натомість ця група істориків вважає, що 1848 рік відзначив конкретні досягнення ліберальних політиків; багато їхніх ідей і програм пізніше потрапили до соціальних програм Бісмарка (наприклад, соціальне страхування, освітні програми, і розширення виборчого права). Крім того, поняття особливого шляху спирається на те, що шлях деяких інших країн (в цьому випадку, Великої Британії) є загальноприйнятою нормою. Ця школа також піддає сумніву Британську модель та новіші дослідження націєтворення в Британії й інших «нормальних» країнах (наприклад, Франції та США) вони припустили, що навіть в цих державах, розвиток нації не був рівномірним, або особливо рано, але відбувалось в основному в середині та кінці XIX століття. Наприкінці 1990-х років цей погляд став головним, хоча деякі історики досі вважають аналіз з погляду особливого шляху корисним для розуміння періоду націонал-соціалізму.

### Проблема сфер впливу: Ерфуртський союз та Ольмуцький договір
Після розпуску Франкфуртських національних зборів, Фрідріх Вільгельм IV, під впливом генерала Йозефа фон Радовіца підтримав створення Ерфуртського союзу, федерації німецьких держав, за винятком Австрії, за добровільною згодою німецьких князів. Цей обмежений союз на чолі з Пруссією майже повністю ліквідував би вплив Австрії на решту німецьких держав. Спільний дипломатичний тиск Австрії та Росії (гаранта угод 1815 року, яким були встановлені Європейські сфери впливу) змусили Пруссію відмовитись від ідеї Ерфуртського союзу на зустрічі в невеликому містечку Ольмюц у Моравії. У листопаді 1850 р. представники Пруссії, зокрема Радовіц та Фрідріх-Вільгельм, погодились відновити Німецького союзу під керівництвом Австрії. Ця угода відома як Ольмуцький договір, а в Пруссії її ще називали «Ольмуцьким приниженням».
Хоч і здавалось би, незначні події, пропозиція Ерфуртського союзу та Ольмюцький договорів гостро висвітлили проблеми сфер впливу в німецьких державах. Питання об'єднання стало не питанням якщо, а питанням коли, і це коли залежало від сили. Один з колишніх членів Франкфуртських національних зборів, Йоганн Густав Дройзен, так окреслив проблему:
|  | Ми не можемо приховати те, що суть усього німецького питання є простим вибором між Пруссією та Австрією. У цих країнах життя німців має свої позитивні та негативні сторони, в першому випадку еліта націоналістична і реформаторська, а в другому, - династична і деструктивна. Німецьке питання не є конституційним, а є питанням про владу; і прусська монархія наразі повністю німецька, в той час як австрійська такою бути не може. |

Об'єднання на цих умовах викликало дипломатичні проблеми. Можливість об'єднання Німеччини (та й Італії) кидала виклик фундаментальним засадам балансу сил досягнутого 1815 року; об'єднання цих держав підірвало б принципи суміщення сфер впливу. Меттерніх, Кастелрі та цар Олександр (і його міністр зовнішніх справ граф Карл Нессельроде), основні архітектори цієї системи, замислили та створили в Європі (й у решті світу) систему рівноваги, гарантовану чотирма державами: Великою Британією, Францією, Росією й Австрією. Кожна з цих держав мала свої географічні сфери впливу; вплив Франції включав Піренейський півострів і спільний вплив в італійських державах; Росія отримала вплив на східну частину Центральної Європи та балансування на Балканах; до австрійської сфери впливу належала велика частина колишнього Рейху в Центральній Європі (Священної Римської імперії); до Британської сфери впливу належала решта світу, особливо моря.
Система сфер впливу в Європі залежала від подрібнення німецьких та італійських держав, а не їх консолідації. Тому об'єднання німців під одним прапором викликало важливі питання: Хто такі німці?, Де Німеччина?, а також Хто буде при владі?, і, головне, Хто зможе найкращим чином захистити «Німеччину», яка і де вона не була б? Різні групи запропонували різні розв'язання цієї проблеми. Згідно з малонімецьким розв'язанням, німецькі держави об'єднуються під керівництвом Пруссії; згідно з великонімецьким розв'язанням, німецькі держави мають об'єднатись під керівництвом Австрії. Ця суперечність, останній етап німецького дуалізму, яка домінувала в політиці німецьких держав й австро-прусської дипломатії з часу створення Королівства Пруссії 1701 року, виступила на перший план протягом наступних двадцяти років.

### Зовнішні очікування від об'єднаної Німеччини
Інші націоналісти покладали великі сподівання на рух об'єднання Німеччини, і провал німецької єдності після 1850 р., здавалося, відкинув національний рух назад. Революціонери пов'язували національне об'єднання з прогресом. Як Джузеппе Гарібальді написав німецькому революціонеру Карлу Блінду 10 квітня 1865 р., «прогрес людства, здається, зупинився, і ви з вашим інтелектом знаєте чому. Проблема в тому, що світу бракує нації зі справжнім лідерством. Таке лідерство, зрозуміло, потрібно не для домінування над іншими народами, а для проводу їх шляхом служби до братерства народів, коли будуть знищені всі бар'єри, зведені егоїзмом». Гарібальді шукав у Німеччині той «тип керівництва, яке, у справжніх традиціях середньовічного лицарства, присвятило б себе виправленню помилок, підтримці слабких, віддаючи в жертву швидкі прибутки і матеріальні вигоди для набагато тоншого й більшого досягнення полегшити страждання людей. Нам потрібна нація, досить смілива, щоб стати провідником на цьому шляху. Вона приверне на свій бік усіх тих, хто зараз страждає під іноземним гнітом.»
Об'єднання Німеччини також розглядалося як передумова для створення європейської федерації, з розширення якої Джузеппе Мадзіні й інші європейські патріоти вживають заходи протягом понад трьох десятиліть.
|  | Навесні 1834 року, будучи в Берні, Мадзіні та кількадесят біженців з Італії, Польщі та Німеччини заснували нову асоціацію з амбітною назвою «Молода Європа». Основна ідея полягала в тому, що так само, як Французька революція 1789 року розширила поняття особистої свободи, необхідна ще одна революція, аби зробити те саме для національної свободи; у своєму баченні він пішов ще далі, оскільки сподівався, що в не дуже віддаленому майбутньому вільні країни можуть утворити федеральну Європу з Федеральними зборами, які працюватимуть зі спільними інтересами цих країн. [...] Його прагненням було ніщо інше, як скасувати створену 1815 року на Віденському конгресі систему, якою була затверджена гегемонія декількох великих держав, які придушували появу менших націй. [...] Мадзіні сподівався, але без особливої впевненості, що його бачення ліги або спільноти незалежних держав буде втілене ще за його життя. На практиці, Молода Європа не мала грошей і народної підтримки й проіснувала не довго. Тим не менш, він завжди залишався вірним ідеалу об'єднаного континенту, для чого була необхідна поява незалежних держав. |

### Зміцнення Пруссії

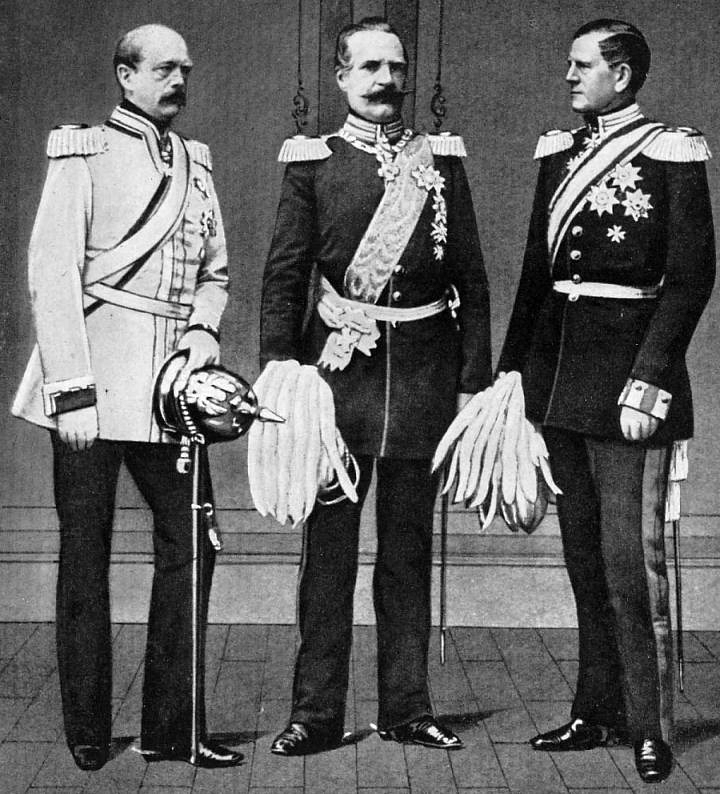
Отто фон Бісмарк, військовий міністр Альбрехт фон Роон та голова генерального штабу Гельмут фон Мольтке перетворили Пруссію на одну з найпотужніших держав Європи після 1860-х років.

1859 року Вільгельм I Гогенцоллерн став регентом свого хворого брата Фрідріха-Вільгельма IV; Гельмут фон Мольтке Старший обіймав посаду начальника прусського генерального штабу, Альбрехт фон Роон — військового міністра Пруссії Фон Роон і Вільгельм (брав активну участь у таких речах) реорганізував прусську армію, а Мольтке переробив стратегічний план оборони Пруссії та зробив оперативне командування ефективнішим. Військові реформи (і видатки на їхнє проведення) спричинили конституційну кризу в Пруссії. І парламент, і король, разом з військовим міністром, хотіли отримати контроль над військовим бюджетом. Вільгельм, коронований 1862 р. королем Вільгельмом I, призначив Отто фон Бісмарка прем'єр-міністром Пруссії; Бісмарк розв'язав кризу на користь військового міністра.
Кримська війна 1854—1855 років та італійська війна 1859 року порушили відносини між Великою Британією, Францією, Австрією та Росією. Внаслідок спричиненого війнами безладу, поєднання реформ оперативного командування фон Мольтке, реформи армії фон Роона та Вільгельма та дипломатія Бісмарка зсунули європейський баланс сил. Їх спільні дії зробили Пруссію провідною країною серед німецьких держав завдяки комбінації успішних дипломатичних відносин, підкріплених можливістю застосування прусської армії, і внутрішній консерватизм, поєднаний із прагматизмом: Realpolitik.
Бісмарк окреслив зміст Realpolitik у відомій згодом промові «Залізом та кров'ю» перед бюджетним комітетом прусського парламенту 30 вересня 1862 року, незабаром після того, як він став прем'єр-міністром: «Великі питання часу вирішуватимуться не розмовами та резолюціями більшості […] — але залізом і кров'ю» Слова Бісмарка «залізом і кров'ю» були по-різному неправильно процитовані або трактовані як доказ німецької спраги крові і влади. По-перше, слова з промови «великі питання часу вирішуватимуться не розмовами і резолюціями більшості» часто трактують як відмову від політичного процесу, чого сам Бісмарк не бажав. По-друге, його наголос на крові та залізі не означав просто неперевершену військову силу прусської армії, а два важливих аспекти: по-перше, здатність німецьких держав виробляти залізо (і пов'язаних з ними військових матеріалів) і, по-друге, готовність застосувати їх у разі потреби.

## Створення єдиної держави
Необхідність як заліза, так і крові невдовзі стала очевидною. 1862 року, коли Бісмарк виступив із промовою, ідея німецької національної держави в дусі мирного пангерманізму посунулась від ліберального і демократичного характеру в 1848 році для наближення з реальною політикою Бісмарка. Бувши прагматиком, Бісмарк зрозумів можливості, перешкоди та переваги об'єднаної держави, а також важливість зв'язку цієї держави з династією Гогенцоллернів, що для деяких істориків, є одним з основних внесків Бісмарка у створення імперії в 1871 році. Умови договорів між різними німецькими державами забороняли йому робити односторонні дії; політичне та дипломатичний досвід підказав йому непрактичність таких дій. Аби німецькі держави разом пішли на війну, або, як він сподівався станеться, будуть вимушені оголосити війну проти спільного ворога, супротивна сторона має першою оголосити війну одній з німецьких держав. Історики тривалий час обговорювали роль Бісмарка в подіях, що призвели до Франко-Прусської війни. Згідно з традиційною точкою зору, сформульованою значною мірою в XIX і початку XX століття про-прусськими істориками, Бісмарк був єдиним натхненником об'єднання, однак після 1945 року історики стали бачити більше опортунізму та цинізму в маніпулюванні обставинами Бісмарком для провокування війни. Бісмарк не був ані злодієм, ані святим; маніпулюючи подіями 1866 і 1870 років він показав політичні та дипломатичні здібності, які примусили Вільгельма звернутися до нього в 1872 році.
Три події відіграли основне значення для адміністративного та політичного об'єднання Німеччини: смерть без спадкоємців чоловічої статі короля Данії Фредеріка VII, що призвело до війни за Данію 1864 року; можливість отримати союзника після об'єднання Італії в боротьбі проти Австрії в Австро-Прусській війні 1866 року; побоювання французів опинитись в оточенні Гогенцоллернів спонукали оголосити війну Пруссії, що призвело до Франко-Прусської війни 1870—1871 років. Завдяки поєднанню дипломатії та політичного лідерства Бісмарка, військових реформ фон Роона, та військової стратегії фон Мольтке, Пруссія довела, що жодна з країн-підписантів мирного договору 1815 року не здатна гарантувати австрійську сферу впливу в Центральній Європі. Таким чином Пруссія здобула гегемонію серед німецьких держав та поклала край німецькому дуалізму.

### Проблема Шлезвіг-Гольштейну

Історичні регіони Ютландії:
Північно-Ютландський острів (Данія)
Північна Ютландія (Данія)
Північний Шлезвіг (Данія)
Південний Шлезвіг (Німеччина)
Гольштейн (Німеччина)

Перша можливість сталась у вигляді проблеми майбутнього Шлезвіг-Гольштейну. 15 листопада 1863 року король Данії Кристіан IX став королем Данії та герцогом Шлезвігу і Гольштейну. 18 листопада 1863 року він підписав листопадову Конституцію Данії та оголосив князівство Шлезвіг частиною Данії. Німецький союз бачив цей акт як порушення Лондонського протоколу 1852 року в якому був підкреслений статус Королівства Данія без складу незалежного герцогства Шлезвіг і Гольштейн. Крім того, населення Шлезвігу і Гольштейну цінувало незалежність, також більша частина аристократії герцогства Гольштейн була німецького походження і розмовляла німецькою мовою у повсякденному житті; населення було більш змішаним в Шлезвігу, зі значною данською меншиною. Дипломатичні спроби домогтися скасування листопадової Конституції провалились, і прусські та австрійські війська переходять кордон Шлезвігу 1 лютого 1864 року. Спочатку данці намагалися захистити свою країну за допомогою даневірке, стародавнього земляного валу, але він виявився неефективним. Данці не могли протистояти об'єднаним військам Пруссії та Австрії і не могли розраховувати на допомогу від своїх союзників в інших скандинавських країнах (Данія порушила Протоколи). Гольчаста рушниця, один з перших випадків використання рушниць з ковзним затвором, допомогла Пруссії як в цій війні, так і в Австро-Прусській війні два роки потому. Нова рушниця дозволила прусському солдатові робити п'ять пострілів лежачи, коли солдат зі старою рушницею робив один постріл та мав перезаряджати її стоячи. Данська війна 1864 року призвела до перемоги об'єднаних армій Пруссії та Австрії, обидві країни отримали контроль над Шлезвігом і Гольштейном, що було закріплено в мирному договорі підписаному у Відні 30 жовтня 1864 року.

### Австро-Прусська війна 1866 року

Стан на початку війни:
Пруссія
Австрія
Союзники Австрії
Союзники Пруссії
Нейтральні країни
Під спільним керівництвом (Шлезвіг-Гольштейн)

1866 року на тлі об'єднання Італії, Бісмарк створив дипломатичні умови, за яких Австрія оголосила війну Пруссії. Основні підстави для війни були закладені у Франкфуртському бундестазі, де обидві держави стверджували, що виступають від імені всіх німецьких держав. В квітні 1866 року, представник Пруссії у Флоренції підписав секретну угоду з Італією. Згідно з цією угодою обидві країни мали допомагати одна одній у війні проти Австрії. Наступного дня представник Пруссії до Франкфуртського бундестагу представив план, що передбачав затвердження національної конституції та національних зборів обраний на прямих виборах і загального виборчого права. Знаючи про складні і неоднозначні відносини Бісмарка з ландтагом (державний парламент) в Пруссії, викликали виправданий скептицизм серед німецьких лібералів, які бачили в цій пропозиції хід для посилення влади Пруссії.

#### Вибір сторони
Дебати з приводу запропонованої національної конституції стали спірними, коли до Відня поступили новини про маневри італійських військ в Тиролі (21 квітня 1866 р.) та вздовж венеціанського кордону. Австрійський уряд наказав часткову мобілізацію в південних регіонах, Італія, у відповідь оголосила повну мобілізацію. Незважаючи на заклики мислити та діяти раціонально, Італія, Пруссія та Австрія продовжили рухатись до збройного конфлікту. 1 травня, Вільгельм передав командування армією в руки Мольтке, наступного дня розпочалась повномасштабна мобілізація в Пруссії.
В парламенті, група держав, відома як нім. Mittelstaaten — «держави в середині» (Баварія, Вюртемберзьке королівство, великі герцогства Баденське і  Гессенське, і герцогства Саксен-Веймар, Саксен-Майнінген, Саксонія-Кобург та Нассау), підтримали повну демобілізацію в державах союзу. Уряди цих країн відхилили привабливі обіцянки і жахливі погрози, якими Бісмарк сподівався переконати виступити проти Габсбургів. У військовому штабі Пруссії зрозуміли, що єдиними союзниками серед німецьких держав проти Габсбургів були великі герцогства Мекленбург-Шверін і Мекленбург-Стреліц (дрібні князівства, що межують з Бранденбургом з невеличким військом та слабким політичним впливом), а єдиним союзником за кордоном була Італія.
Опозиція до прусської тактики залізної руки виникла і серед інших соціальних і політичних груп. Ради міст німецьких держав, ліберальні члени парламенту і торгових палат, які виступали за єдину державу, які бачили великі переваги в об'єднанні, виступали проти будь-якої війни між Пруссією і Австрією: такий конфлікт служитиме лише монархічним династіям, а не інтересам громадян, які вони розуміли як «цивільні» та / або «буржуазні». Суспільна думка також виступала проти домінування Пруссії. Католицьке населення вздовж річки Рейн, особливо в таких регіонах, як космополітичний Кельн і щільнонаселена долина Руру, схилялось в бік Австрії. В пізній весні, найважливіші держави виступали проти зусиль Берліна з силової реорганізації німецьких держав. Прусський уряд сприймав питання німецької єдності, як питання влади і того, хто при підтримці армії міг її здобути. Ліберали у Франкфуртському бундестазі бачили досягнення єдності німецьких держав, внаслідок переговорів та розподілу влади серед багатьох партій.

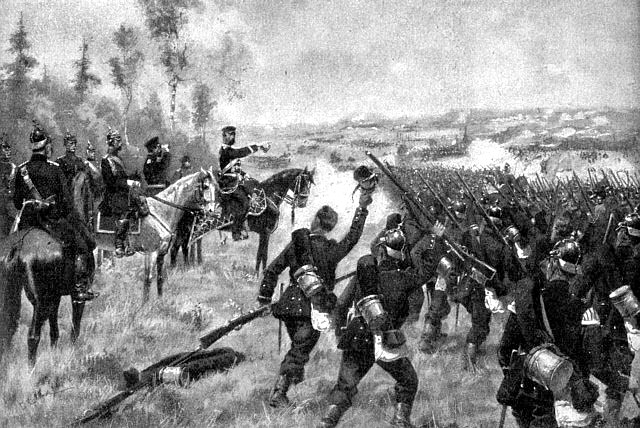
Прусський принц Фрідріх Карл наказує своїм військам атакувати в битві при Кеніггреці. Принц і його військо прибули пізно і в невірне місце, але прибувши, він наказав своїм військам одразу вступати в бій. Ця рішуча битва, перемогу в якій здобула Пруссія, примусила Габсбургів припинити війну та заклала основу для розв'язку німецького питання в малонімецькому сенсі, або «Німеччини без Австрії».

#### Ізоляція Австрії
Хоча деякі німецькі держави спочатку виступили на боці Австрії, вони залишилися в обороні і не змогли виступити з атакою проти прусської армії. Австрійська армія воювала з Пруссією лише при підтримці з боку Саксонії. Франція обіцяла надати допомогу, але вона прийшла запізно і була незначною. Для Австрії ситуація була ускладнена необхідністю вести війну на другому фронті в третій італійській війні за незалежність. Одноденна битва при Кеніггреці поблизу села Садова принесла Пруссії беззаперечну і рішучу перемогу.

### Реальна політика і Північнонімецький союз
Необхідно було швидко досягти миру, аби уникнути вступу Росії у війну на боці Австрії. Пруссія анексувала Ганноверське королівство, Гессен-Кассель, Нассау і вільне місто Франкфурт. Гессен-Дармштадт втратив частину території, але не суверенітет. Держави на південь від річки Майн (Баден, Вюртемберг і Баварія) підписали окремі договори з вимогою сплати контрибуцій та утворення союзів, які втягнули їх у сферу впливу Пруссії. Австрія з більшістю союзників були виключені з Північнонімецького союзу.
Кінець домінування Австрії серед німецьких держав змістив центр її уваги на Балкани. 1867 року австрійський імператор Франц-Йосиф ухвалив угоду (Австро-угорський компроміс 1867 року), згідно з якою угорські володіння отримали рівні права з австрійськими, чим була створена подвійна монархія Австро-Угорщини. Празький мирний договір 1866 року висунув м'які умови до Австрії, де відносини між Австрією та новою національною державою, Італією, зазнали істотних змін; хоча Австрія була набагато успішнішою у військових діях проти італійських військ, країна втратила важливі провінції Венеції. Габсбурги передали Венецію Франції, яка згодом офіційно передала контроль Італії. Французька громадськість була обурена перемогами Пруссії та вимагала реванш за Садову, що сприяло зростанню антипрусським настроям у Франції, які ще дужче посилились за кілька місяців до Франко-прусської війни. Іншим чинником стало те, що на зустрічі в Біарриці у вересні 1865 роком Наполеона III з Бісмарком, останній дав зрозуміти (або Наполеон думав, що отримав натяк), що Франція може анексувати частину Бельгії і Люксембургу в обмін на нейтралітет.
Поразка Австрії призвела до переосмислення внутрішніх розбіжностей, місцевої автономії і лібералізму. Новий Північнонімецький союз мав свою конституцію, прапор, урядові й адміністративні структури. Пруссія, під керівництвом Отто фон Бісмарка, своїми воєнними перемогами здолала активний опір Австрії ідеї об'єднаної Німеччини. Ця ідея не лише послабила вплив Австрії на німецькі держави, а й розколола дух загальнонімецької єдності: більшість німецьких держав були незадоволенні прусською політикою сили.

## Війна з Францією
1870 року три важливих уроки Австро-прусської війни стали зрозумілими: могутня держава своєю військовою потугою може піддавати сумніву старі альянси і сфери впливу визначені в угодах 1815 року. Завдяки дипломатичним маневрам справний лідер може створити такі умови, за яких інша держава буде вимушена оголосити війну, штовхаючи країни в оборонний союз на захист начебто жертви агресії. Нарешті, військовий потенціал Пруссії значно перевищував Австрію, і Пруссія була єдиною державою в Німецькому союзі та серед німецьких держав в цілому, здатна захистити їх від можливого втручання або нападу. Ще 1866 року більшість середніх німецьких держав виступали проти Пруссії, але вже 1870 року ці держави були або вимушені, або вмовлені укласти оборонні союзи з Пруссією. Якщо європейська держава оголосила б війну проти одного із членів цього союзу, решта мала виступити на захист проти агресора. Витонченими маніпуляціями Бісмарку вдалось створити таку ситуацію, коли Франція зіграла роль агресора, а Пруссія захисника прав та свобод німців.

### Крах сфер впливу в Іберії

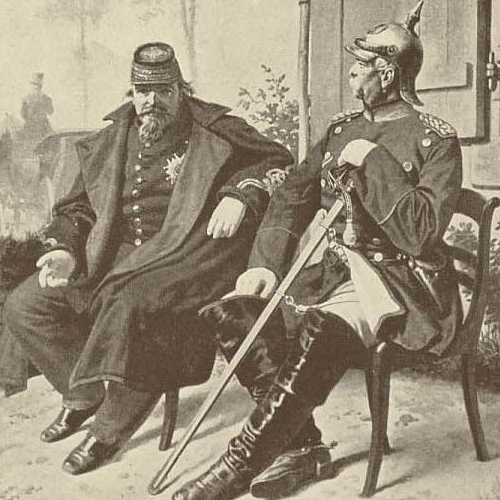
Наполеон III та Отто фон Бісмарк після битви під Седаном.

Наступний удар по створеній 1815 року у Відні системі, яку підтримував та захищав Меттерніх разом з консервативними союзниками протягом наступних сорока років, стався в Іспанії. Внаслідок революції 1868 року була скинута з престолу королева Ізабелла II, яка була вимушена втекти до Парижу. Іспанія, в пошуках наступника престолу, запропонувала корону трьом європейським князям, і кандидатура кожного була відкинута Наполеоном III (як лідером панівної в регіоні держави). Нарешті, 1870 року корона була запропонована Леопольду Гогенцоллерн-Зігмарінгену, князю католицької гілки династії Гогенцоллернів. Через цю пропозицію розгорівся великий скандал.
Протягом наступних кількох тижнів іспанська пропозиція стала головною темою розмов про майбутнє Європи. Бісмарк закликав Леопольда прийняти пропозицію. Король Іспанії з династії Гогенцоллерн-Зігмарінген означатиме, що по обидві сторони Франції стоять країни керовані королями походженням з династії Гогенцоллернів, що могло подобатись Бісмарку, але було неприйнятним як для Наполеона III, так для його міністра закордонних справ Аганора, герцога де Грамона. Грамон написав різкий ультиматум Вільгельму як главі роду Гогенцоллернів, заявивши, що якщо будь-хто з Гогенцоллернів прийме іспанську корону, французький уряд реагуватиме, хоча він не окреслив характер дій. Леопольд зняв свою кандидатуру, розрядивши в такий спосіб кризу, але французький посол у Берліні не залишив цю проблему без уваги. Він звернувся безпосередньо до прусського короля Вільгельма під час відпочинку в Бад-Емсі з вимогою зробити публічну заяву про відмову підтримати коронацію будь-кого з роду Гогенцоллернів на трон в Іспанії. Вільгельм відмовився робити подібну заяву та відправив Бісмарку телеграму з описом французьких вимог. Бісмарк скористався телеграмою, відомою як «Емська депеша», як основою для короткого повідомлення пресі. Будучи скорочена та загострена самим Бісмарком, та з додатковими змінами, яких вона зазнала у французькому агентстві перекладів Хавас, це повідомлення здійняло хвилю обурення у Франції. Французька публіка, все ще засмучена поразкою під Садовою, вимагала оголосити війну.

### Військові дії
Наполеон III намагався забезпечити територіальні поступки з обох сторін до і після Австро-Прусської війни, але, незважаючи на посередництво в процесі мирних переговорів, вони завершились безрезультатно. Згодом він сподівався, що Австрія разом з колишніми союзниками, особливо південними німецькими державами Баденом, Вюртембергом і Баварією візьме участь у війні заради помсти, але в дію вступив договір 1866 року: всі німецькі держави, навіть всупереч власної волі, виступили єдиним фронтом проти Франції. Замість війни за підтримки різних німецьких союзників проти Пруссії, Франція опинилась у війні проти німецьких держав, без жодної підтримки. Військові реформи Роона та застосування оперативної стратегії фон Мольтке разом дали успішний результат у війні проти Франції. Швидкість мобілізації прусської армії здивувала Францію, а здатність прусської армії зосереджувати сили в обраних точках, що нагадувала стратегію Наполеона сімдесят років тому, переважила французьку мобілізацію. Використовуючи ефективно прокладену залізничну мережу, пруські війська доставлялись в місця битв відпочивши та готовими до дій. Французькі війська мали йти пішки багато миль, аби дістатись зони бойових дій. Після декількох битв, зокрема, при Шпіхерні, при Верті, при Марс-ла-Тур, і при Гравелотті, німці розгромили основні французькі війська і дістались важливого міста Мец, та столиці Франції, Парижу. Вони захопили французького імператора та полонили головні сили французької армії у битві під Седаном 1 вересня 1870 року.

### Проголошення Німецької імперії

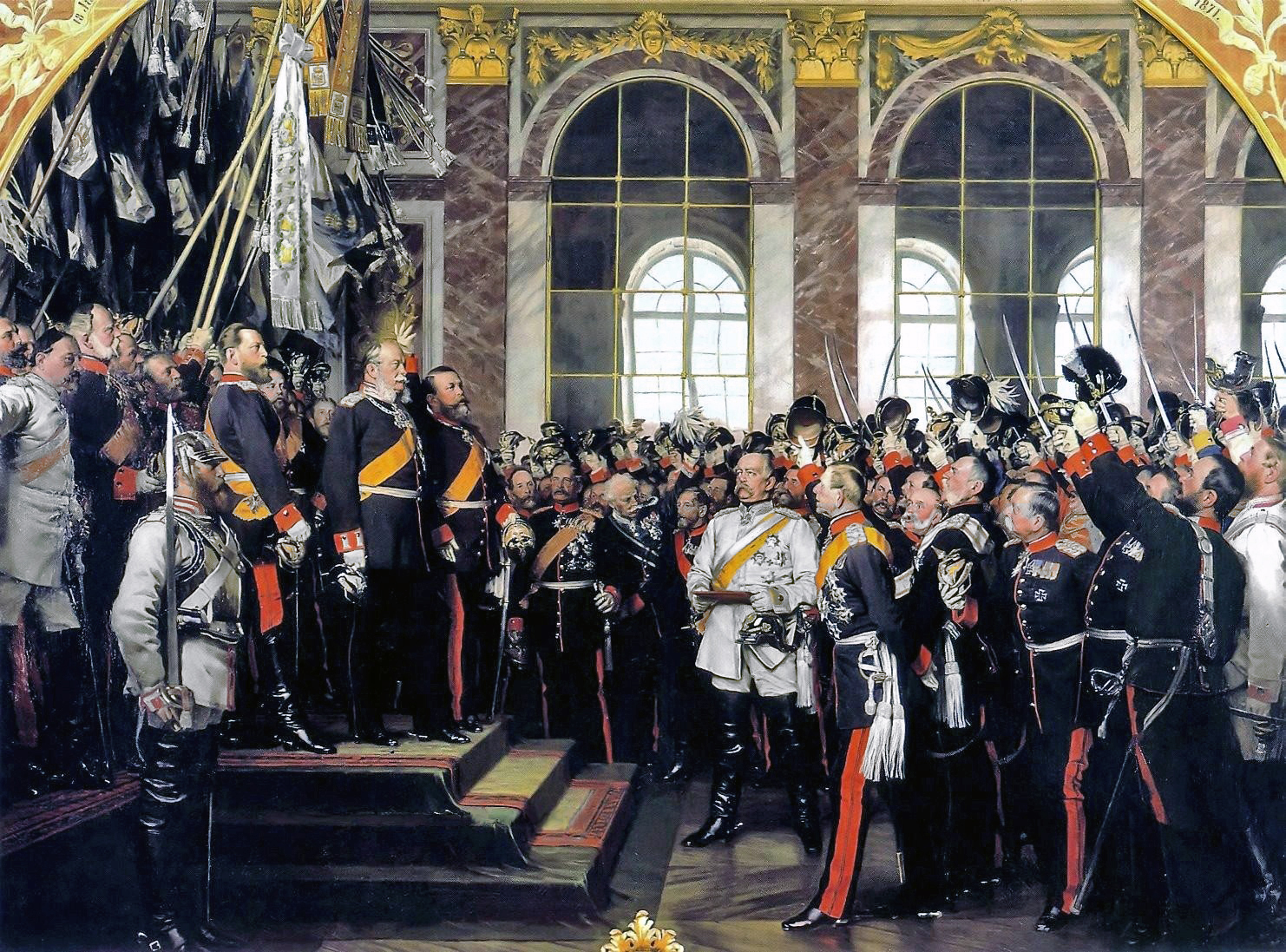
Малюнок Антона фон Вернера: прокламація Імператора Вільгельма I (заснування Німецької імперії) 18 січня 1871 р. та інші з Бісмарком (в білій формі) в дзеркальній залі Версаля.

Принизливий полон французького імператора та втрата цілої французької армії, яка потрапила у пастку в тимчасовому таборі в Саарі («Табірна ганьба», як назвали її французи), спричинило безлад у французькому уряді; активні противники Наполеона повалили уряд, і проголосили Третю республіку. Німецьке верховне командування очікувало від Франції швидкого укладання миру, але нова республіка відмовилась здаватись. Прусська армія оточила Париж, та протримала його в облозі до середини січня. 18 січня 1871 року в дзеркальній залі Версаля, німецькі князі і старші воєначальники проголосили Вільгельма «німецьким імператором». В укладеній згодом Франкфуртській мирній угоді Франція відмовилась від більшості традиційно німецьких регіонів (Ельзасу та німецькомовної частини Лотарингії), погодилась на виплату репарацій, розрахованих на основі чисельності населення, та еквівалентних репараціям, які Наполеон Бонапарт наклав на Пруссію 1807 року; також була погоджена німецька адміністрація в Парижі і більшій частині північної Франції з «поетапним виведенням німецької армії відповідно до сплачених репарацій».

### Важливість процесу об'єднання
Перемога у Французько-прусській війні стало наріжним каменем націоналістичної справи. В першій половині 1860-х років Австрія і Пруссія разом намагались говорити від імені німецьких держав; обидві стверджували, що здатні захищати інтереси Німеччини як за кордоном, так і у внутрішніх справах. Вони разом довели це у відповідь на проблему Шлезвіг-Гольштейну. Після здобуття перемоги над Австрією в 1866 році, Пруссія отримала можливість відстоювати своє право виступати від імені німецьких держав і захищати інтереси Німеччини, принаймні внутрішньо; Австрія натомість спрямувала дедалі більше уваги до своїх провінцій на Балканах. Перемога над Францією в 1871 році затвердила Пруссію в ролі домінантного гравця в об'єднаній німецькій державі. З проголошенням Вільгельма кайзером (імператором), Пруссія взяла на себе керівництво новою імперією. Південні держави офіційно увійшли до об'єднаної Німеччини згідно з Версальським договором 1871 року (26 лютого 1871 р.; ратифікований у Франкфуртській мирній угоді від 10 травня 1871 р.), який формально завершив війну. Хоча політика Бісмарка і призвела до перетворення Німеччини зі слабкої конфедерації у федеративну національну державу, цей процес також залежав від інших чинників. Об'єднання відбулося завдяки традиціям правової співпраці в рамках Священної Римської імперії та економічної співпраці в Німецькому митному союзі. Труднощі поступу, вплив лібералів 1848 року, військова реформа Роона та неперевершеність військової стратегії Мольтке, все це зіграло свою роль в процесі політичного об'єднання.

## Політичне і адміністративне об'єднання
Нова імперія складалась з 25 держав, з них три ганзейских міста. Імперія була малонімецьким розв'язком (нім. Kleindeutsche Losung) німецького питання, на відміну від великонімецького розв'язку (нім. Großdeutsche Losung), оскільки до її складу не входила Австрія. Перетворення союзу декількох держав на єдину націю потребувало більше, аніж воєнні перемоги, скільки б вони не підносили моральний стан громадян. Також було необхідно переосмислити політичні, соціальні та культурні норми поведінки, створення нових метафор про «нас» та «інших». Ким були нові члени нової нації? Що вони собою являють? Як вони мають бути організовані?

### Адміністративний склад імперії
Хоча часто Німецьку імперію називають федерацією монархів, точніше кажучи, вона була федеративним союзом держав.

Держави, що увійшли до складу Німецької імперії, Прусське королівство (синім) та інші держави (жовтим).

| Держава                                     | Держава                                            | Столиця       |
| ------------------------------------------- | -------------------------------------------------- | ------------- |
| Королівства (Königreiche)                   |                                                    |               |
|                                             | Прусське (Preußen)                                 | Берлін        |
|                                             | Баварське (Bayern)                                 | Мюнхен        |
|                                             | Саксонське (Sachsen)                               | Дрезден       |
|                                             | Вюртемберзьке (Württemberg)                        | Штутгарт      |
| Великі герцогства (Großherzogtümer)         |                                                    |               |
|                                             | Баденське                                          | Карлсруе      |
|                                             | Гессенське (Hessen)                                | Дармштадт     |
|                                             | Мекленбург-Шверінське                              | Шверін        |
|                                             | Мекленбург-Стреліцьке                              | Нойштрелиц    |
|                                             | Ольденбурзьке                                      | Ольденбург    |
|                                             | Саксен-Веймар-Айзенаське (Sachsen-Weimar-Eisenach) | Веймар        |
| Герцогства (Herzogtümer)                    |                                                    |               |
|                                             | Ангальтське                                        | Детмольд      |
|                                             | Брауншвейзьке (Braunschweig)                       | Брауншвейг    |
|                                             | Саксен-Альтенбурзьке (Sachsen-Altenburg)           | Альтенбург    |
|                                             | Саксен-Кобург-Готське (Sachsen-Coburg und Gotha)   | Кобург        |
|                                             | Саксен-Майнінгенське (Sachsen-Meiningen)           | Майнінген     |
| Князівства (Fürstentümer)                   |                                                    |               |
|                                             | Ліппе-Детмольдське                                 | Детмольд      |
|                                             | Ройсс-Герське                                      | Гера          |
|                                             | Ройсс-Грайцьке                                     | Грайц         |
|                                             | Шаумбург-Ліппське                                  | Бюккебург     |
|                                             | Шварцбург-Рудольштадтське                          | Рудольштадт   |
|                                             | Шварцбург-Зондерсгаузенське                        | Зондерсгаузен |
|                                             | Вальдек-Пірмонт                                    | Бад-Арользен  |
| Ганзейські вільні міста (Freie Hansestädte) |                                                    |               |
|                                             | Бремен                                             |               |
|                                             | Гамбург                                            |               |
|                                             | Любек                                              |               |
| Імперські території (Reichsland)            |                                                    |               |
|                                             | Ельзас-Лотарингія (Elsaß-Lothringen)               | Страсбург     |

### Політична структура імперії
Конституція Північнонімецького союзу 1866 року була ухвалена (з деякими семантичними правками) 1871 року Конституцією Німецької імперії. Завдяки конституції, новостворена Німеччина отримала деякі демократичні риси: наприклад, імперські збори, на відміну від Прусського парламенту надали громадянам представництво на основі прямого і рівного виборчого права серед всіх чоловіків віком понад 25 років. Крім того, вибори в цілому відбувались без маніпуляцій, що породило гордість за національний парламент. Однак, законодавство вимагало підтвердження бундесратом (нім. Bundesrat), федеральною радою представників суб'єктів федерації, на які Пруссія мала великий вплив. Таким чином, Пруссія мала вплив на обидва законодавчі органи, а на чолі виконавчої гілки перебував імператор (кайзер) — король Пруссії, який призначав федерального канцлера. Канцлер був повністю підзвітний та ніс відповідальність перед імператором. Офіційно канцлер діяв як єдина адміністрація і ніс відповідальність за перебіг всіх державних справ, а на практиці державні секретарі (високопосадовці, відповідальні за окремі ділянки державних справ, як фінанси, армія, закордонні справи тощо), виконували обов'язки неофіційних міністрів. За винятком 1872—1873 і 1892—1894 років, імперський канцлер завжди був водночас і прем'єр-міністром королівства імператорської династії, Пруссії. Імперські збори мали повноваження ухвалювати, доповнювати, або відхиляти законопроєкти, але не мали права законодавчої ініціативи. Правом законодавчої ініціативи був наділений канцлер. Суб'єкти федерації зберегли власні уряди, але збройні сили менших держав були передані під контроль Пруссії. Збройні сили в більших державах (наприклад, Баварському і Саксонському королівствах), зберегли деяку автономію, але зазнали серйозних реформ для координування своїх дій з прусською армією та переходили під федеральний контроль під час війни.

### Історичні суперечки та соціальна структура імперії
Гіпотеза про «особливий шлях» (нім. Sonderweg) пояснювала негаразди XX століття в Німеччині слабкими політичними, правовими та економічними основами нової імперії. Прусська землевласницька еліта, юнкери, зберегла значну частину політичної влади в об'єднаній державі. Гіпотеза про «особливий шлях» пояснювала збереження ними влади відсутністю революційного прориву середнього класу або селян в поєднанні з міськими робітниками спочатку в 1848 році і знову в 1871 році. Нещодавні дослідження про роль великої буржуазії в створенні нової держави значною мірою спростували твердження про політичне та економічне домінування юнкерів як соціальної групи. Нові дослідження виявили важливість класу купців ганзейських міст і керівників промислових підприємств (останнє особливо важливо в Рейнській області) в розвитку Німецької імперії.
Додаткові дослідження різних соціальних груп в кайзерівській Німеччині призвели до нового погляду на цей період. Хоча в руках юнкерсів залишився контроль за офіцерським корпусом армії, вони не домінували в соціальних, політичних та економічних питаннях на стільки, на скільки вважалось у твердженні про «особливий шлях». Юнкери зі сходу мали противагу на заході у вигляді великої буржуазії, до якої належали банкіри, купці, промисловці та підприємці, і дедалі більший клас професійних чиновників, вчителів, викладачів, лікарів, юристів, вчених тощо. Отже, твердження про «особливий шлях» може бути корисним для пояснення досвіду Німеччини з націонал-соціалізмом, воно більше не домінує в дослідженнях Центральної Європи в XIX столітті. Натомість вчені почали описувати, як консервативна соціальна політика поглинула або привласнила багато ідей революціонерів-лібералів 1840-х років і соціалістів у 1860-ті роки та згодом самого Бісмарка: імперська політика демонструвала стриманий, але прагматичний підхід до соціальних, політичних та економічних проблем. Зокрема, переважно консервативні цінності Бісмарка добре відлунювали класичний консерватизм Едмунда Берка: переконання, що окремі представники суспільства за своєю природою більш підготовлені та кваліфікованіші бути лідерами, і що ці особи часто є вихідцями з прошарку землевласницької еліти та інших заможних верств суспільства.

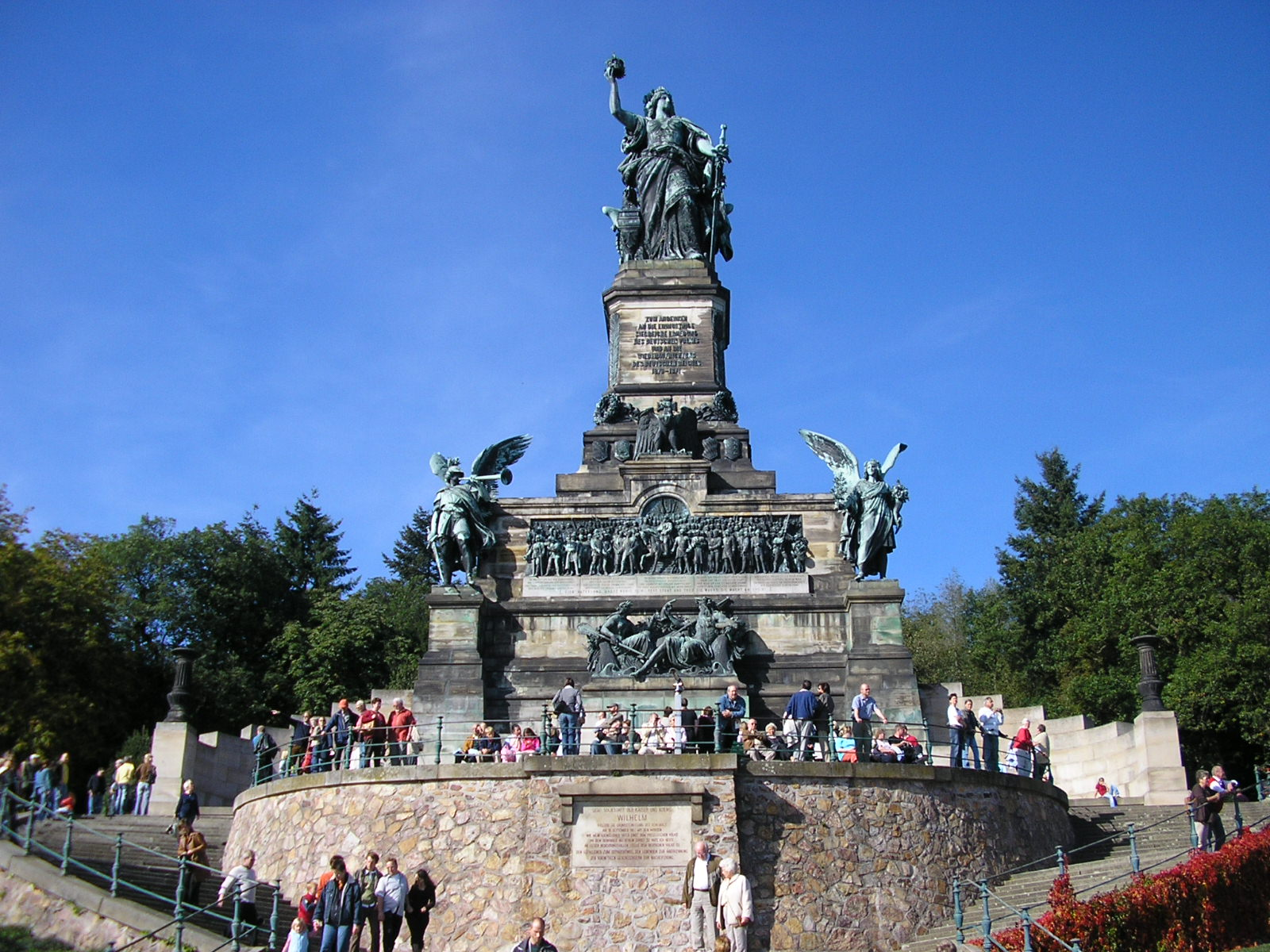
Германія, або нідервальдський пам'ятник, зведений у 1877—1883 рр. в Рюдесхаймі.

## Формування нації

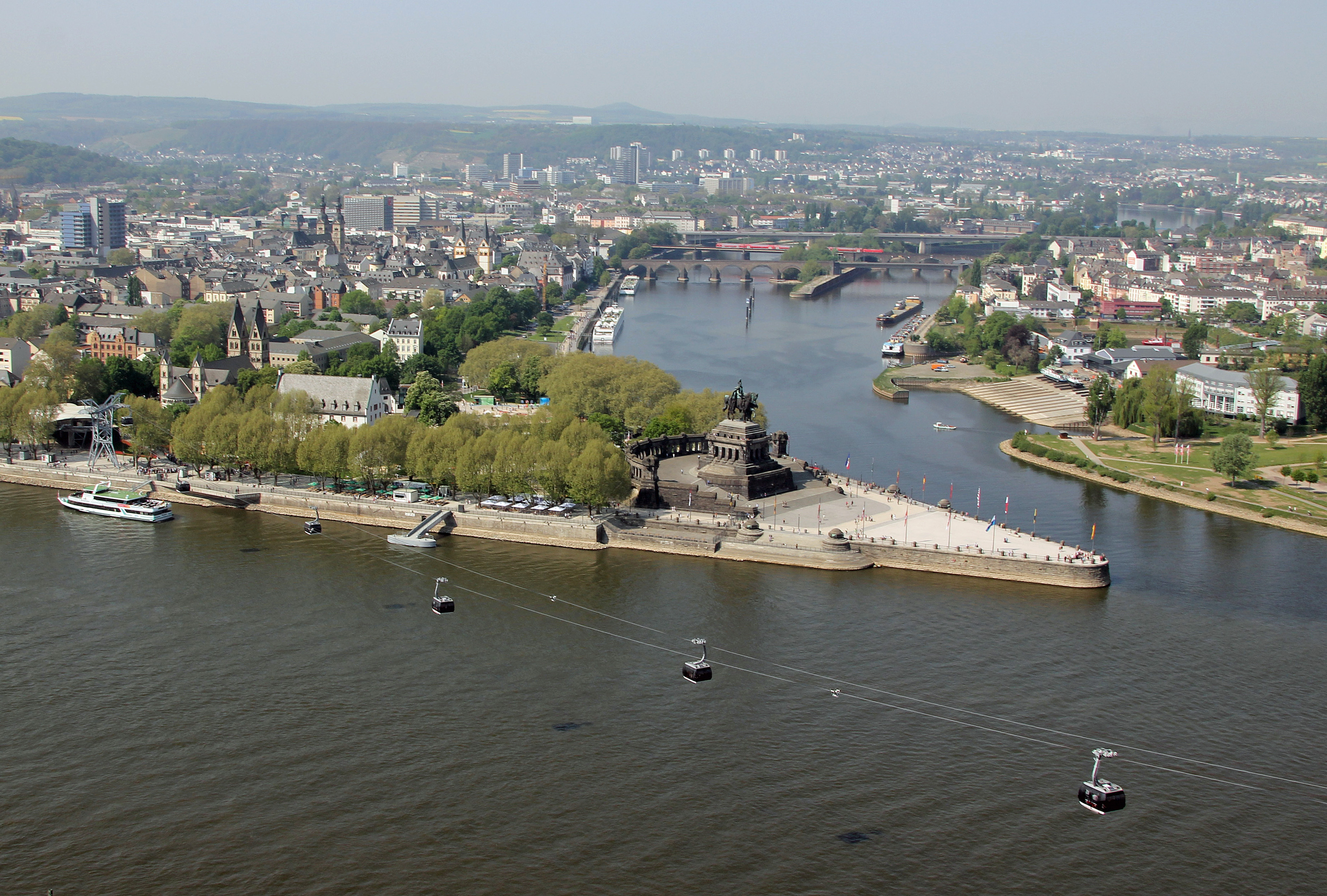
Пам'ятник кайзеру Вільгельму в Кобленці, де Мозель (верхня річка) впадає в Рейн (нижня річка), так званий Німецький кут (Deutsches Eck).

Якщо демонстраціям у Вартбурзі та Гамбасі бракувало конституції та адміністративного апарату, цю проблему було вирішено в проміжку між 1867 і 1871 роками. Однак, як німці згодом побачили, величні промови, прапори, розмаїті демонстрації та конституція, разом з політичною реорганізацією, створенням імперської надбудови, митного союзу, не призвели до появи національної держави.
Одним з ключових елементів національної держави є національна культура, часто хоча і не обов'язково створена завдяки цілеспрямованій національній політиці Для молодої німецької нації Культуркампф (нім. Kulturkampf; 1872—1878) став спробою розв'язати політичні, економічні проблеми та усунути перепони на шляху адміністративного об'єднання, з надзвичайною відсутністю успіхів. Зокрема, «боротьба» торкнулась питань мови, освіти та релігії.
Політика германізації не-німецького населення імперії, в тому числі польської та данської меншин, почалась з нав'язування німецької мови, обов'язкової шкільної освіти, і спроби створення стандартизованих навчальних програм для цих шкіл, які б сприяти створенню та піднесенню ідеї спільного минулого. Нарешті, політика германізації була поширена на релігію, яку сповідувало населення новоствореної імперії.

### Культуркампф
Для деяких німців поняття нації включало плюралізм, через що католики потрапили під тиск, оскільки інші німці, зокрема Бісмарк, побоювались, що вплив Папи зробить їх менш лояльними молодій нації. Канцлер Бісмарк намагався без особливого успіху обмежити вплив Римо-католицької церкви та її партійно-політичного крила, Католицької партії центру, в школах та інших освітніх закладах та на мовну політику. Католицька партія центру залишилися особливо добре представлена в католицьких регіонах, в Баварії і на півдні Бадену, а також в міських районах, де мешкало багато колишніх селян, які були вимушені переїхати до міст в пошуках роботу у важкій промисловості. Вона також виступала на захист прав не лише католиків, але й інших меншин, включно з польською та французькою меншинами в Ельзасі. Травневими законами 1873 р. освіта та призначення священників були переведені під контроль держави, що призвело до закриття багатьох семінарій та браку священників. Законом 1875 року були скасовані релігійні ордени, скасовані державні субсидії для Католицької Церкви, та прибрано захист свободи віросповідання з конституції.

### Залучення єврейської громади

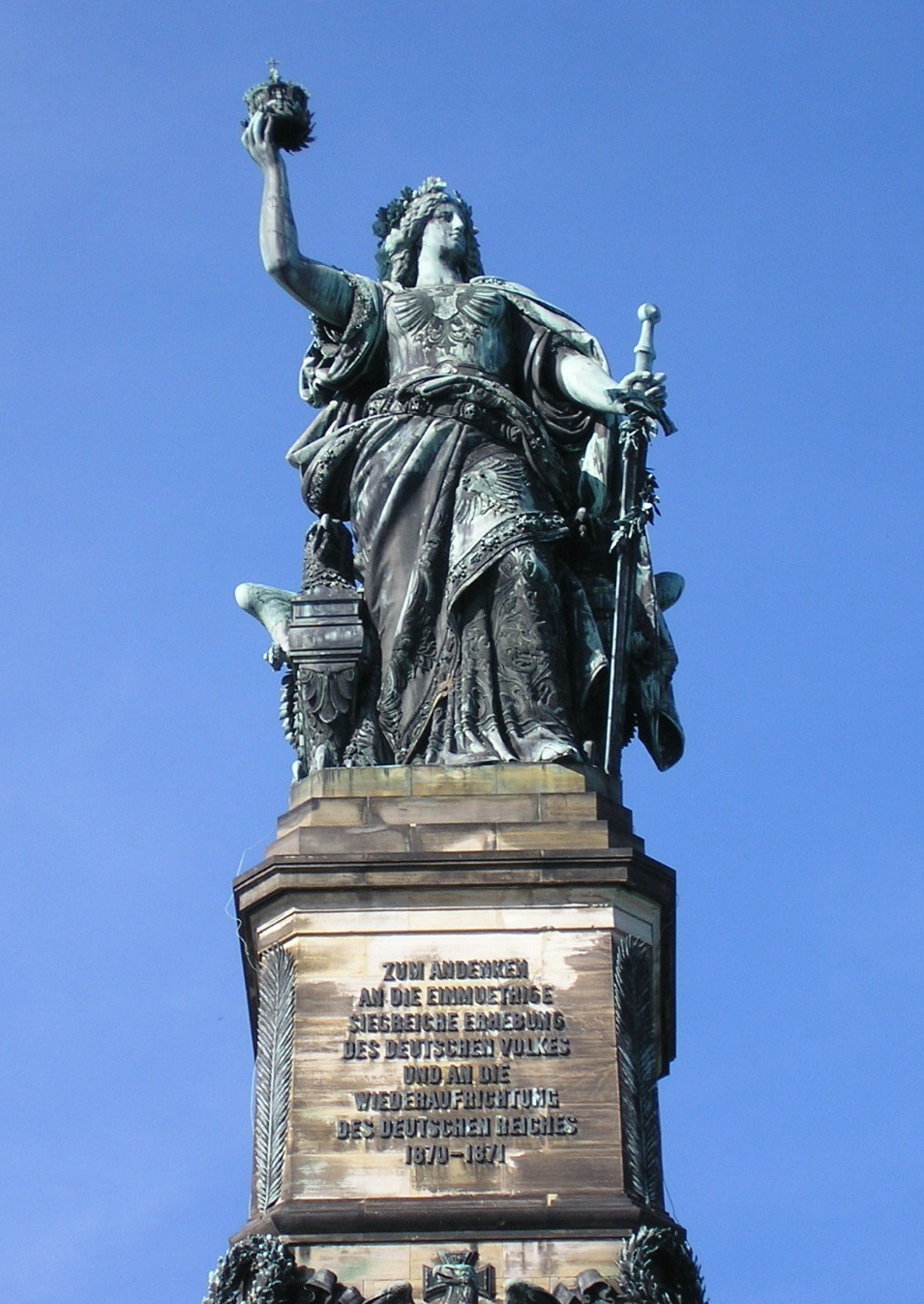
Нідервальдський пам'ятник великим планом (див. фото вище), статуя Германії, заввишки 40 метрів, на постаменті у Рюдесхаймі. Вона тримає корону у правій руці і меч збоку. Пам'ятник зведений в 1877—1883 роки.

Германізовані євреї належали до вразливих меншин молодої німецької національної держави. З 1780 року, після звільнення за наказом імператора Священної Римської імперії Йосипа II, євреї на колишніх територіях Габсбурзької монархії користувалися значними економічними і правовими привілеями, яких не було у їхніх одноплемінників в решті німецьких держав: вони могли володіти землею і не були зобов'язаними жити в єврейських кварталах (так звана Judengasse, або «єврейська вулиця»). Вони також могли відвідувати університети та займатись професійною діяльністю. В часи революцій та наполеонівської ери було усунуто багато з раніше сильних бар'єрів між євреями та християнами. Наполеон видав наказ про емансипацію євреїв по всій території під французьким контролем. Багаті євреї, як і французи, стали спонсорами салонів, зокрема, в декількох єврейських salonnières у Франкфурті й Берліні відбувались важливі зустрічі, де німецькі інтелектуали створили свої власні форми республіканського інтелектуалізму. Протягом наступних десятиліть, починаючи майже відразу ж після поразки Франції, реакція проти змішання юдеїв та християн обмежило інтелектуальний вплив цих салонів. Окрім салонів, євреї продовжували процес германізації, вони цілеспрямовано обирали німецьку моду вбрання, німецьку мову та намагались потрапити до публічної сфери Німеччини XIX століття. Рух за релігійні реформи серед німецьких євреїв був втіленням цих прагнень.
Станом на час об'єднання Німеччини, євреї відігравали важливу роль в інтелектуальних основах німецького професійного, інтелектуального та соціального життя. Вигнання євреїв з Росії в 1880-х і 1890-х роках ускладнило інтеграцію в німецьку публічну сферу. Ці євреї прибули до міст на півночі Німеччини тисячами, значно нижчий рівень освіти та більший рівень злиденності відвертав від них симпатії багатьох германізованих євреїв, багато з проблем пов'язаних з бідністю (як хвороби, переповнене житло, безробіття, прогули школи, відмова від вивчення німецької мови та ін.) підкреслювали відмінність не лише від німців-християн, а й від корінного єврейського населення.

### Національна історія
Ще один важливий елемент націєтворення, розповідь про героїчне минуле, потрапив до таких націоналістичних німецьких істориків, як ліберальний конституціаліст Фрідріх Дальманн (1785—1860), його студент консервативних поглядів Гейнріх фон Трейчке (1834—1896) та інших, менш консервативних істориків, зокрема Теодор Моммзен (1817—1903) і Гейнріх фон Сибель (1817—1895). Дальманн помер ще до об'єднання, але він заклав основу для написання національної історії, своїми працями з історії англійської та французької революцій, трактуючи ці революції як основу для формування нації, та розглядав Пруссію як єдиний логічний центр для об'єднання.
Книжка Генріха фон Трейчке Історія Німеччини в XIX столітті, опублікована в 1879 році, має, мабуть, оманливу назву: це в основному історія Пруссії на тлі інших німецьких держав, в ній історія німецькомовних народів висвітлена з точки зору покликання Пруссії до об'єднання всіх німецьких держав під своїм керівництвом. Створення Борусського міфу (за латинською назвою Пруссії), закріпило за Пруссією образ рятівника Німеччини; згідно з цим міфом усі німці мали об'єднатись, покликанням саме Пруссії було стати центром цього об'єднання. Відповідно до цієї історії, Пруссія відіграла провідну роль в об'єднанні німецьких держав в національну державу; лише Пруссія могла захистити свободу німців від зазіхання з боку Франції або Росії. Далі історія спирається на роль Пруссії в порятунку німців від відродження влади Наполеона 1815 року, в битві при Ватерлоо, в сприянні економічному союзові та єднанні німців під спільним прапором після 1871 року. Завдання історика-націоналіста полягає в написанні історії нації, тобто переглянути минуле нації, маючи на меті націоналістичну історію. Процес написання історії, або історій, є процесом запам'ятовування і забування: вибору певних елементів, які слід пам'ятати, тобто, підкреслити, ігнорувати, або забути, про інші елементи або події.
Вклад Моммзена до Monumenta Germaniae Historica заклав основи для глибшого вивчення історії німецького народу, розширивши поняття «Німеччина» на інші райони за межами Пруссії. Професор ліберальних поглядів, історик і богослов, один з титанів серед вчених кінця XIX століття, Моммзен був делегатом до прусської палати представників у 1863—1866 рр. та 1873—1879 рр., та делегатом від Прогресивної партії до Рейхстагу у 1881—1884 рр., та пізніше від Націонал-ліберальної партії. Він виступав проти антисемітських програм Культуркампфа Бісмарка, та закликав до асиміляції та германізації євреїв.